# Història de la llengua catalana

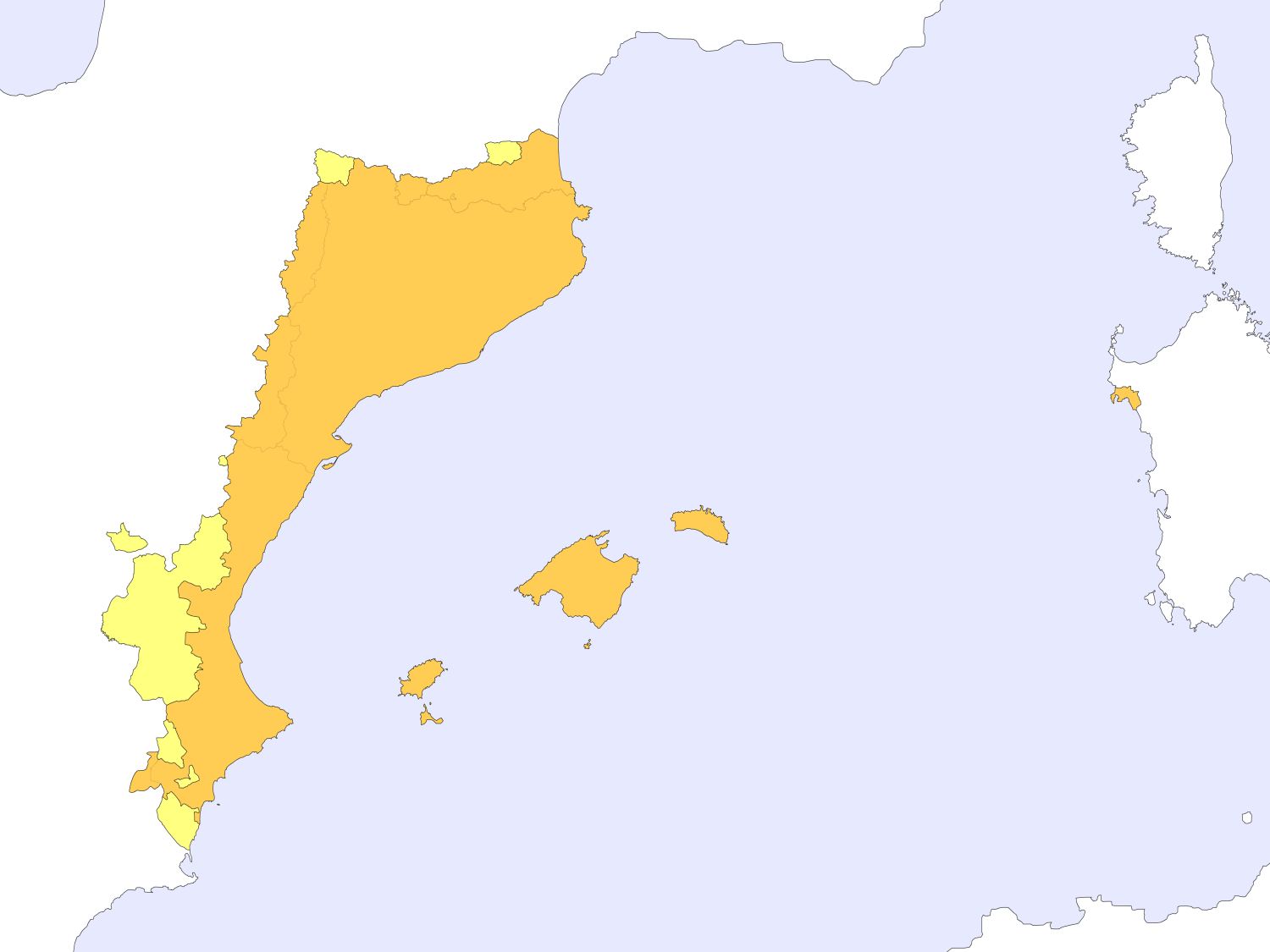
Territoris de llengua catalana.

A grans trets, es poden distingir tres grans períodes en la història de la llengua catalana: 
1. Des del naixement fins a l'edat mitjana. Aquest període comprèn l'aparició de la llengua parlada, la gradual implantació de la llengua escrita, amb el bandejament progressiu del llatí, fins al segle xv, que esdevé el moment de màxima esplendor de la llengua medieval.
2. Del segle xv fins a la Renaixença catalana. És el període anomenat de la «Decadència», que abasta els segles xvi, xvii i xviii, i que es caracteritza per la regressió de l'ús de la llengua en els àmbits d'ús escrit i en els gèneres formals.
3. De la Renaixença catalana fins a l'actualitat. En aquest període, se situa la normativització gramatical i la recuperació de l'oficialitat.

## Del naixement a l'edat mitjana

### Conceptes

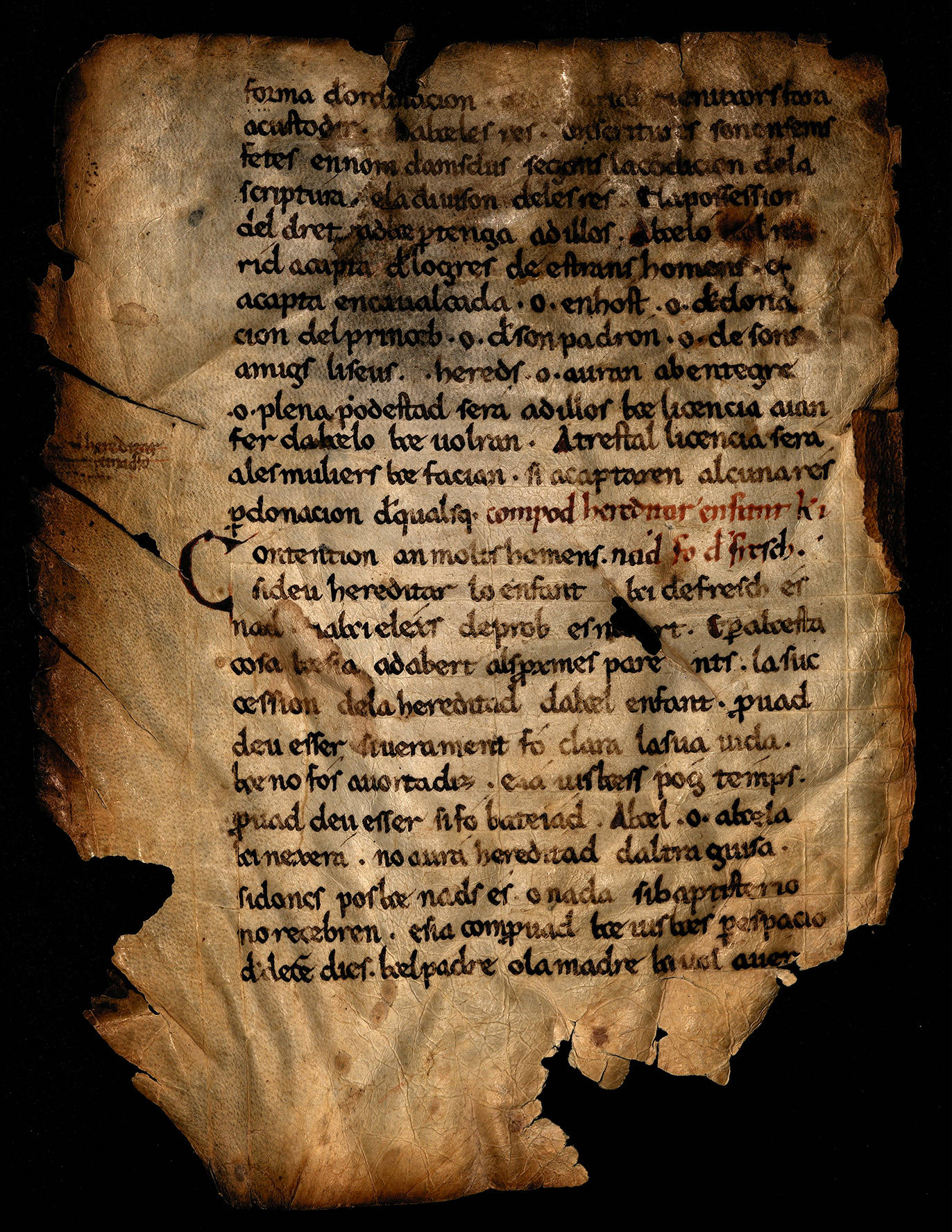
Fragment de la versió catalana del Liber iudicum, 1060-1080, conservat a l'Arxiu del Bisbat d'Urgell, ms. 185, i copiat a Organyà pel prevere Traver Radolf. El llibre més antic totalment escrit en català

1. Substrat: influències lingüístiques que s'incorporen al llatí vulgar dels romans que es troben en el nostre territori i que provenen de les llengües que ja hi havia, anteriors a la romanització.
2. Superstrat: influències posteriors a la romanització que s'incorporen a la llengua catalana a partir de les invasions dels pobles germànic i àrab.
3. Adstrat: aportacions lingüístiques de les llengües veïnes.

### L'origen del català

#### La realitat lingüística preromana dels Països Catalans
Del 1000 al 218 aC, s'estableixen al territori que actualment es coneix com a Països Catalans diversos pobles que parlaven llengües diferents: els sorotaptes, els celtes, els fenicis, els grecs o els ibers. Aquestes són les llengües que conformen el substrat del català.
El 218 aC, els romans desembarquen a Empúries i ocupen l'actual territori de Catalunya.

#### La romanització i la substitució lingüística pel llatí

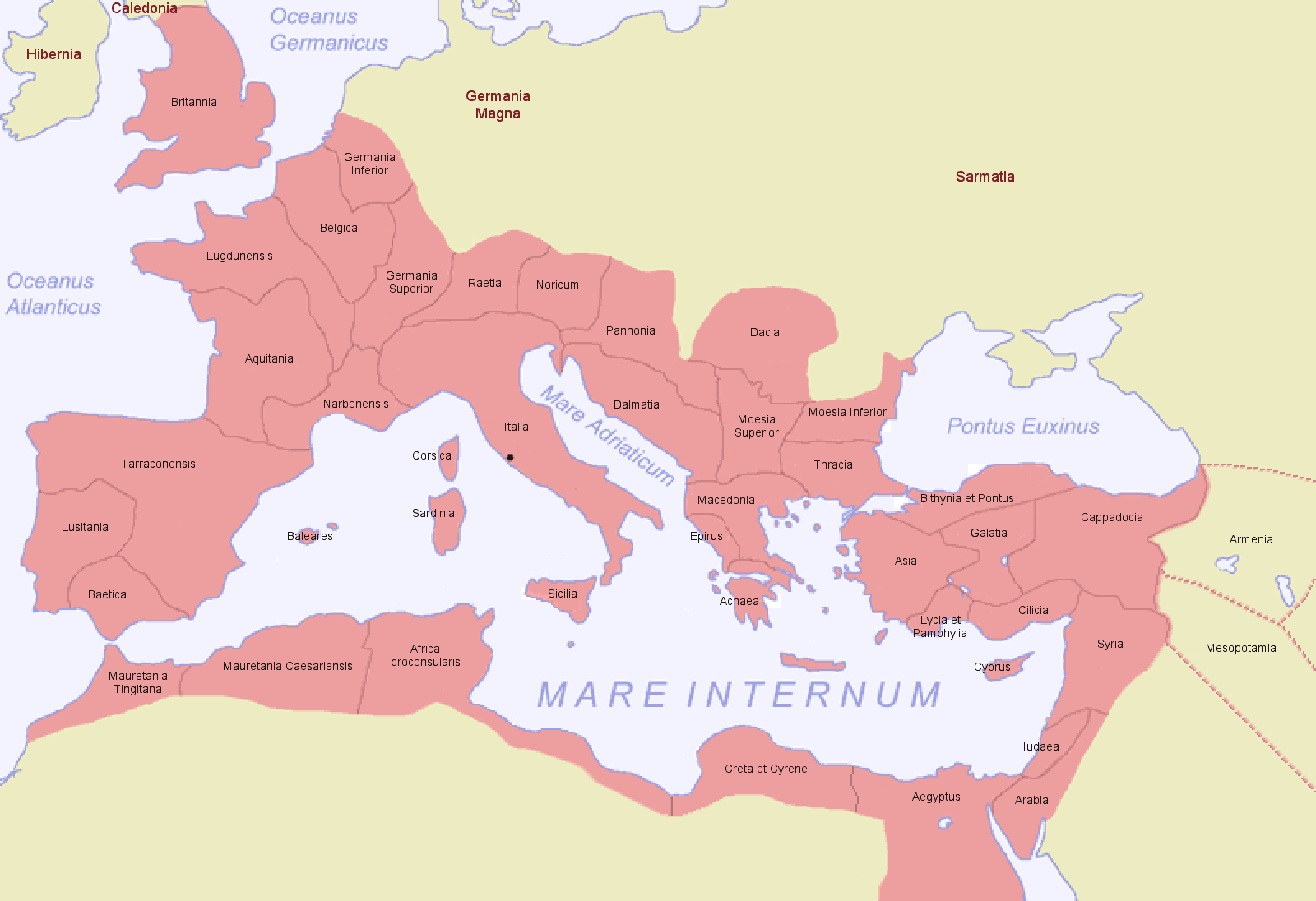
Mapa de l'Imperi Romà l'any 116 d.C.

Tot i haver desembarcat el 218 aC, la romanització del territori no començà fins al segle i aC, i el centre en fou Tarragona. Per «romanització» s'entén el procés d'implantació en el territori de la cultura, les lleis, els costums i la llengua de l'Imperi Romà, que era el llatí. No obstant això, la romanització de Catalunya no va ser uniforme, i hi hagué zones profundament romanitzades, com l'Empordà i la costa en general, al costat d'altres de romanització menys intensa, com la zona d'Olot i la zona de la Catalunya interior; la zona pirinenca occidental no es va romanitzar fins a l'edat mitjana i s'hi parlava una llengua amb basquismes, com indica la toponímia.
De mica en mica, es va produint un canvi lingüístic en aquests territoris, i després d'una etapa de bilingüisme entre el llatí i les llengües indígenes, el llatí s'acaba imposant. No obstant això, s'observa en el llatí parlat de cada territori particularitats fruit de la influència de les llengües indígenes que s'hi parlaven (substrat). D'aquesta manera, des d'un primer moment, hi ha diferències entre el llatí parlat a la península Ibèrica i el d'Itàlia. I encara, dins el llatí de la península també hi ha diferències (era diferent el llatí parlat en una zona del parlat en una altra). Els parlants, però, no tenien encara consciència d'aquestes diferències.

#### El llatí i la formació de la llengua catalana
L'Imperi Romà d'Occident, al llarg del segle v dC, va començar a descompondre's, i també la unitat que representava el llatí, i aquest fet donà pas al naixement de les llengües romàniques, algunes de les quals són: el galaicoportuguès, el lleonès, el castellà, l'aragonès, el català, l'occità, el francès, el sard, l'italià, el romanès i el retoromànic (al cantó suís dels Grisons).
El conjunt d'aquestes llengües, o el lloc on es parlen, és el que es coneix com a Romània. La Romània es divideix en dos blocs: 1) l'oriental (italià i romanès) i 2) l'occidental (portuguès, lleonès, castellà, aragonès, català, occità, francès, sard i retoromànic).

### El català preliterari

#### Les invasions germàniques

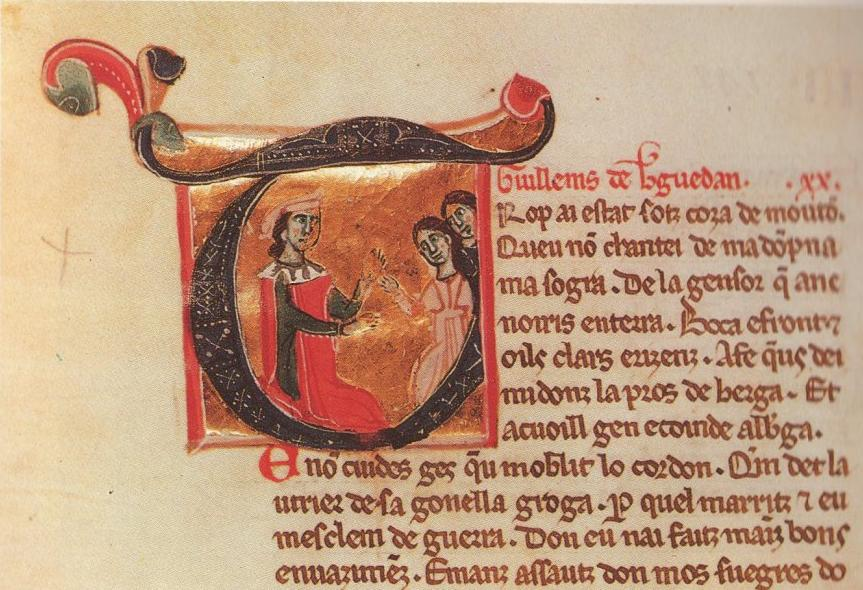
El trobador Guillem de Berguedà amb dues dames.

Aprofitant la decadència de l'Imperi Romà, els visigots començaren a ocupar territoris dominats fins aleshores pels romans. Això s'esdevingué entre els segles V, VI i vii dC. El llegat lingüístic d'aquestes invasions formarà part del superstrat de la llengua catalana. Durant aquest període, que comença amb l'arribada dels germànics a la península Ibèrica, el català es va anar desenvolupant com a llengua oral, apartant-se de l'estructura del llatí i anirà prenent manlleus lèxics tant de les llengües germàniques com de l'àrab. El català preliterari (de vegades anomenat proto-català) era una llengua molt propera a l'occità, juntament amb les varietats del qual forma les llengües occitanoromàniques.

#### La invasió musulmana

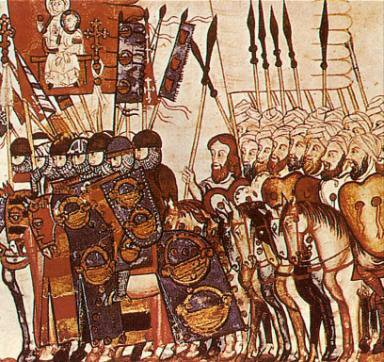
La Reconquesta peninsular

Al segle viiiè dC, es produeix la invasió musulmana de tota la península. Aviat, però, els francs de Carlemany van iniciar un projecte de conquesta per a assegurar-se una zona de seguretat davant l'imparable avanç musulmà. Així doncs, establiren una sèrie de comtats fronterers a la Gòtia que feien la funció de marca, i la conquesta arribà fins a Barcelona (801), comprenent els territoris que es coneixen com a Catalunya Vella. La conquesta dels territoris del sud de Catalunya, la Catalunya Nova, es va fer esperar fins al segle xii.
La influència de les llengües germàniques i de l'àrab damunt del llatí/català que es parlava en aquests territoris influí de manera diferent: l'àrab tingué molta més incidència en el català parlat a la Catalunya Nova, sota domini musulmà durant molts anys, que no pas en el de la Catalunya Vella, on la influència del superstrat àrab fou més minsa.

### La formació de la llengua literària

#### La consciència de diferenciació lingüística llatí/català

Mapa cronològic que mostra l'evolució territorial de les llengües del sud-oest d'Europa, entre les quals apareix el català.

Durant aquest període, assistim als grans canvis que es produeixen en el llatí vulgar i que propicien la formació de les llengües romàniques. Gràcies a l'esforç de Carlemany, es produí dins l'Imperi Carolingi, del qual formava part la «Marca», una renaixença intel·lectual (la Renovatio carolingea) que promovia el renaixement de la cultura llatina cristiana. Per fer-ho efectiu, es proposà el restabliment del llatí culte.
El resultat d'aquest intent va ser que la immensa majoria de la gent no entenia el que li deien, i va començar a prendre consciència que aquell llatí que es creien que parlaven havia evolucionat fins al punt de convertir-se en una llengua completament diferent. Dissortadament, i encara que es pensa que la llengua catalana va seguir una evolució paral·lela a la de la resta de les llengües romàniques, la documentació que n'ha perviscut no és pas directa, i no explicita la consciència de diferenciació entre el llatí i el primitiu romanç català.
Per diversos indicis, però, podem afirmar que el català ja era parlat en aquest racó de la península pel cap cap baix al segle iv dC. És a dir, el llatí parlat aquí des dels primers segles de la nostra era havia evolucionat prou com per diferenciar-se de la llengua vulgar de Roma i ser notablement diferent. Això no obstant, els documents de l'època són escrits en llatí (força arromançat i en alguns aspectes molt proper al català).

#### Els primers testimonis del català escrit
S'han vist els primers indicis del català en paraules i expressions llatines emprades al segle iv per Pacià de Barcelona que s'allunyen molt del llatí clàssic. D'una gran formació acadèmica, Pacià de Barcelona fa servir termes en proto-català com ceruulus 'cérvol' o subinde 'sovint' o utilitza l'expressió si te placet per 'si us plau', entre moltes d'altres.

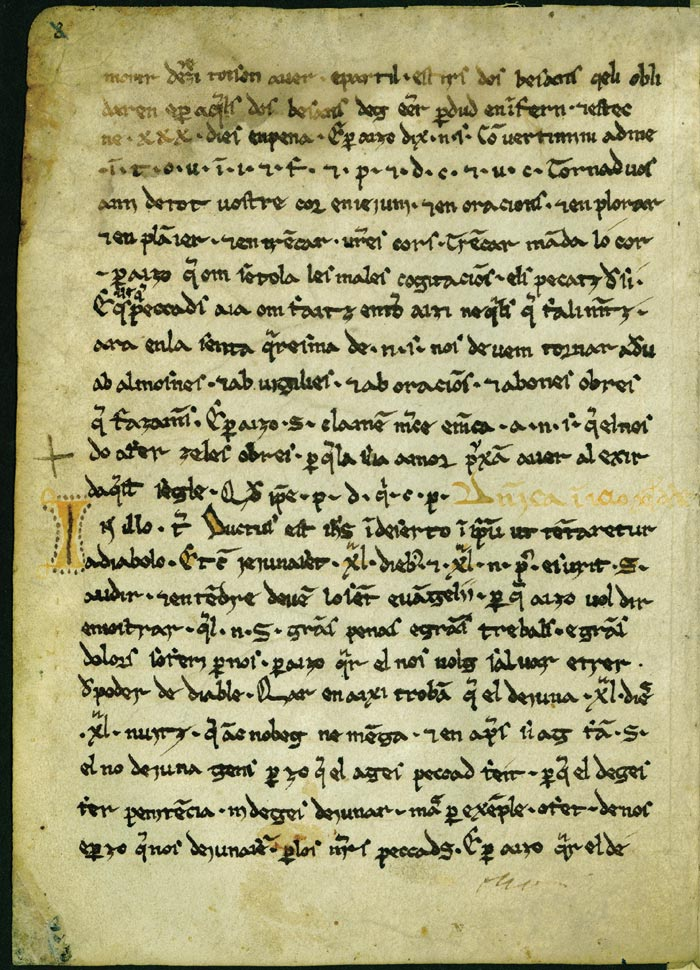
Les Homilies d'Organyà

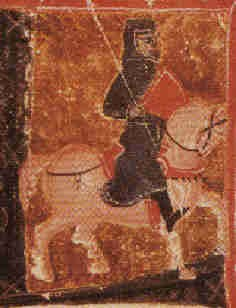
El trobador Bertran de Born

Al segle ix es pren una decisió important per a les llengües romàniques: l'Església decidia en el concili de Tours que calia traduir les homilies in rusticam Romanam lingua per tal de facilitar-ne la comprensió. Per tant, si més no, en aquell moment, ja hi havia plena consciència de la diferència nítida entre el llatí i el romanç. Però, certament, la realitat del canvi remuntava a molt abans, com a mínim al segle iv.
Les paraules i construccions catalanes en documents quotidians com testaments, actes o vendes s'observen ja en els documents originals més antics conservats del segle ix. Aquest fet indica que la llengua oral de qui redactava l'escrit era ben diferent d'aquella en què s'escrivia. Al mateix segle ix, es comencen a trobar algunes mostres de trets típics del català enmig de textos en llatí. Per exemple, en l'acta de consagració de la catedral d'Urgell redactada al darrer terç del segle ix, apareix el nom de Palomera, en llatí Palumbaria. En un altre text, aquest ja de principis del segle xi, apareix en un text redactat en llatí, del 1034, el nom de set arbres fruiters en català:
| « | morers III et oliver I et noguer I et pomer I et amendolers IIII et pruners et figuers... | » |

Els primers documents feudals escrits íntegrament en català es troben en el segle xi. Entre els textos més antics que es conserven totalment en català, hi ha el Jurament de Radulf Oriol, escrit entre 1028 i 1047 i els Greuges de Caboet, escrit entre 1080 i 1095. Del 1098, data el Jurament de Pau i Treva del comte Pere Ramon de Pallars Jussà al bisbe d'Urgell.
Entre els segles x i xi la llengua catalana arriba d'una forma gradual a la seva maduresa plena. El llibre més antic totalment escrit en català és el Llibre Jutge que va ser copiat a Organyà pel prevere Traver Radolf entre 1060 i 1080. Es tracta d'una traducció d'un text d'origen jurídic, com el Liber iudiciorum (Llibre Jutge o Llibre dels judicis), que es conserva a l'Arxiu Capitular d'Urgell, a la Seu d'Urgell.
Al segle xii trobem documents feudals com els Greuges dels homes de Sant Pere de Graudescales, els Greuges dels Homes d'Hostafrancs de Sió o els Greuges de Guitard Isarn, que procedeixen de l'àrea antiga del bisbat d'Urgell o l'acord entre Ponç de Cabrera i Guillem de Rocafort de l'any 1191, conservat a la Catedral de Barcelona.
En el primer terç del segle xiii sorgeixen les Homilies d'Organyà (comentari en català d'uns passatges de l'Evangeli, escrits en llatí), considerat el primer text literari escrit originàriament en català, ja que els anteriors citats no són considerats literaris, i és una col·lecció de sermons conservada en aquesta població. Les Homilies s'havien considerat tradicionalment el primer text en català.
Tot i que és anterior, la Cançó de Santa Fe, escrita entre 1054 i 1076, no rep la consideració de ser el primer text literari en català perquè hi ha dubtes sobre si el text és en català o occità. Es tracta d'una hagiografia de Santa Fe d'Agen contada en 593 versos octosil·làbics, dividida en un nombre variable de cobles consonants segons les versions (de 41 a 55).
El 1253 a Almassora es va escriure un inventari dels bens mobles del bisbe de Tortosa, un text sobre menjar, Taules de menjar, vint anys després de la Conquesta de València.

#### Una llengua per al dret i el comerç

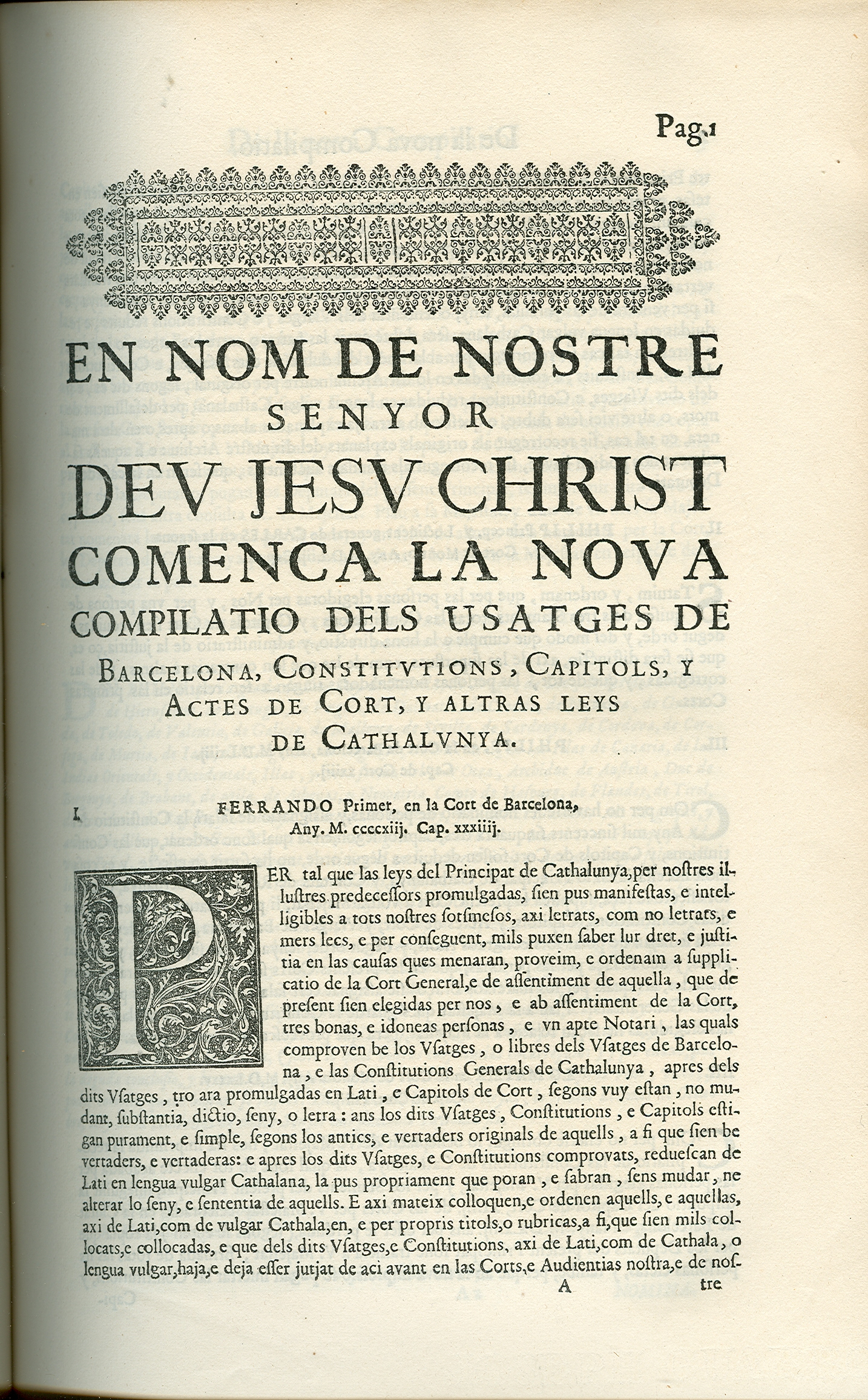
Compilació dels Usatges de Barcelona, i de les Constitucions catalanes, Capítols, Actes de cort i altres Lleis de Catalunya de les Corts de Barcelona (1413) (edició impresa).

A principis del segle xiii, ja sovintegen els textos en català. Es tracta de textos jurídics i comercials. Catalunya, sota l'hegemonia del casal dels comtes de Barcelona, anava adquirint fesomia pròpia i independent i, al mateix temps, s'anava vertebrant: les ciutats creixien i la vida comercial esdevenia un dels eixos de la vida econòmica. En aquest context, els pactes feudals o les lleis franques esdevenien inadequades i era necessari adaptar-les a la nova situació.
Entre els textos jurídics, cal destacar els Usatges de Barcelona (originàriament escrits en llatí, però en tenim una traducció catalana de la segona meitat del xiii). A València, i responent a la necessitat d'organitzar jurídicament el territori acabat de conquerir, va aparèixer un text de gran importància jurídica i lingüística: els Furs de València (en llatí el 1261 i traduïts al català tot seguit). Es tracta d'un tractat jurídic que estableix els costums i lleis per a la regulació quotidiana. Igualment, és de la segona meitat del segle xiii el llibre Costums de Tortosa, codi de dret.

#### L'aparició de la prosa literària. Ramon Llull

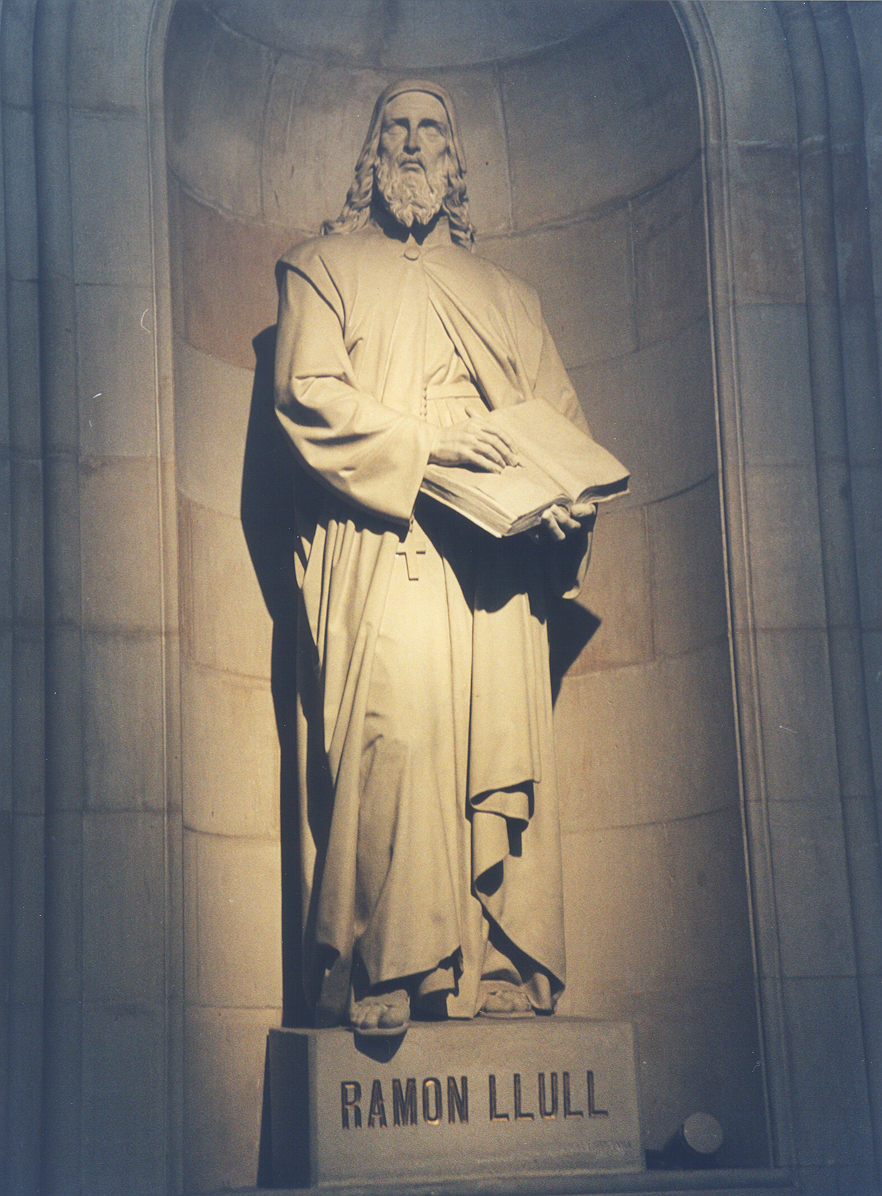
Estàtua de Ramon Llull al vestíbul de la Universitat de Barcelona.

Ramon Llull (Mallorca 1232-1315) és el creador de la prosa literària en llengua catalana. És el primer escriptor europeu que utilitza una llengua romànica popular per a tractar sobre temes que fins llavors eren reservats al llatí: filosofia, ciència, etc. Això ho va fer per no reduir la seva obra al camp de la gent que coneixia llatí.
Llull, però, no va partir de zero. Hi havia obres anteriors en català i contemporànies, però cap d'aquestes té la seva qualitat i importància. Entre les seves obres destaquen: el Llibre de contemplació en Déu, el Blanquerna, el Llibre d'Amic e Amat, el Llibre de l'orde de cavalleria, etc...

#### La historiografia. Les quatre grans cròniques
A mitjan segle xiv, al costat de les cròniques llatines de caràcter erudit i monacal, apareixen a Catalunya unes cròniques de tipus popular per a ser memoritzades i recitades. Destaquen en català les denominades quatre grans cròniques: la de Jaume I, la de Bernat Desclot, la de Ramon Muntaner i la de Pere el Cerimoniós. Es caracteritzen pel fet d'historiar esdeveniments contemporanis o bé immediatament anteriors (la història catalana dels segles xiii-xiv).
Les quatre grans cròniques representen la maduresa definitiva de la prosa catalana iniciada amb Ramon Llull, i des d'un punt de vista ideològic s'entrelluca en totes aquestes un sentiment patriòtic i nacionalista desconegut en la literatura anterior.

#### L'expansió peninsular i mediterrània

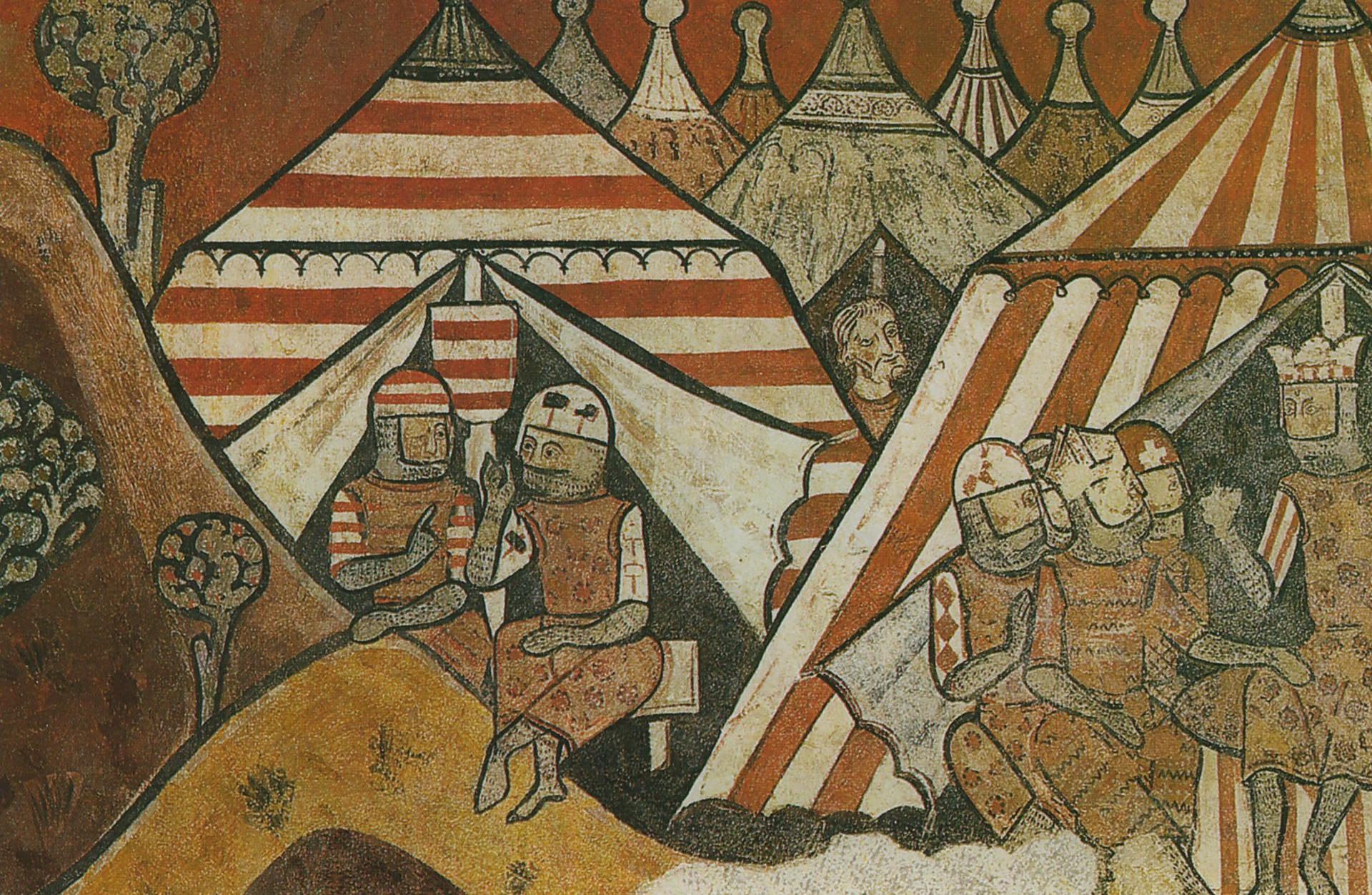
La conquesta de Mallorca

L'elaboració de les quatre grans cròniques s'ha de relacionar amb l'expansió de la Corona d'Aragó més enllà de les seves fronteres. A la Península, Jaume I el Conqueridor fou un dels impulsors de la conquesta. En destaquen la conquesta de Mallorca, el 1229 (repoblada per gent de l'Empordà i la Catalunya Vella), València, durant el període 1233-1245 (els nuclis urbans i costaners foren repoblats per catalans i les terres de l'interior per aragonesos, aragonesoparlants, cosa que explica la formació de dues àrees idiomàtiques al País Valencià), Múrcia, el 1266 (malgrat cedir-ne la sobirania a Castella, el territori fou repoblat sobretot per catalans, la qual cosa va fer que el català s'hi parlès fins al segle xv), Sicília, el 1282, Malta, el 1283, Sardenya, el 1327 (sobretot la ciutat de l'Alguer, repoblada totalment per catalans) i finalment Grècia i Neopàtria, a inicis del XIV.
En alguns territoris, com les Illes Balears i el País Valencià, arrelà el català. En d'altres com l'Alguer, s'ha conservat amb dificultats, en d'altres ho va fer de forma feble i acabà desapareixent, com ara a Malta, el Campidano o llocs de Sicília, i en llocs com Grècia, el català no hi aconseguí arrelar malgrat la població catalana que hi va migrar.

#### La llengua de la poesia

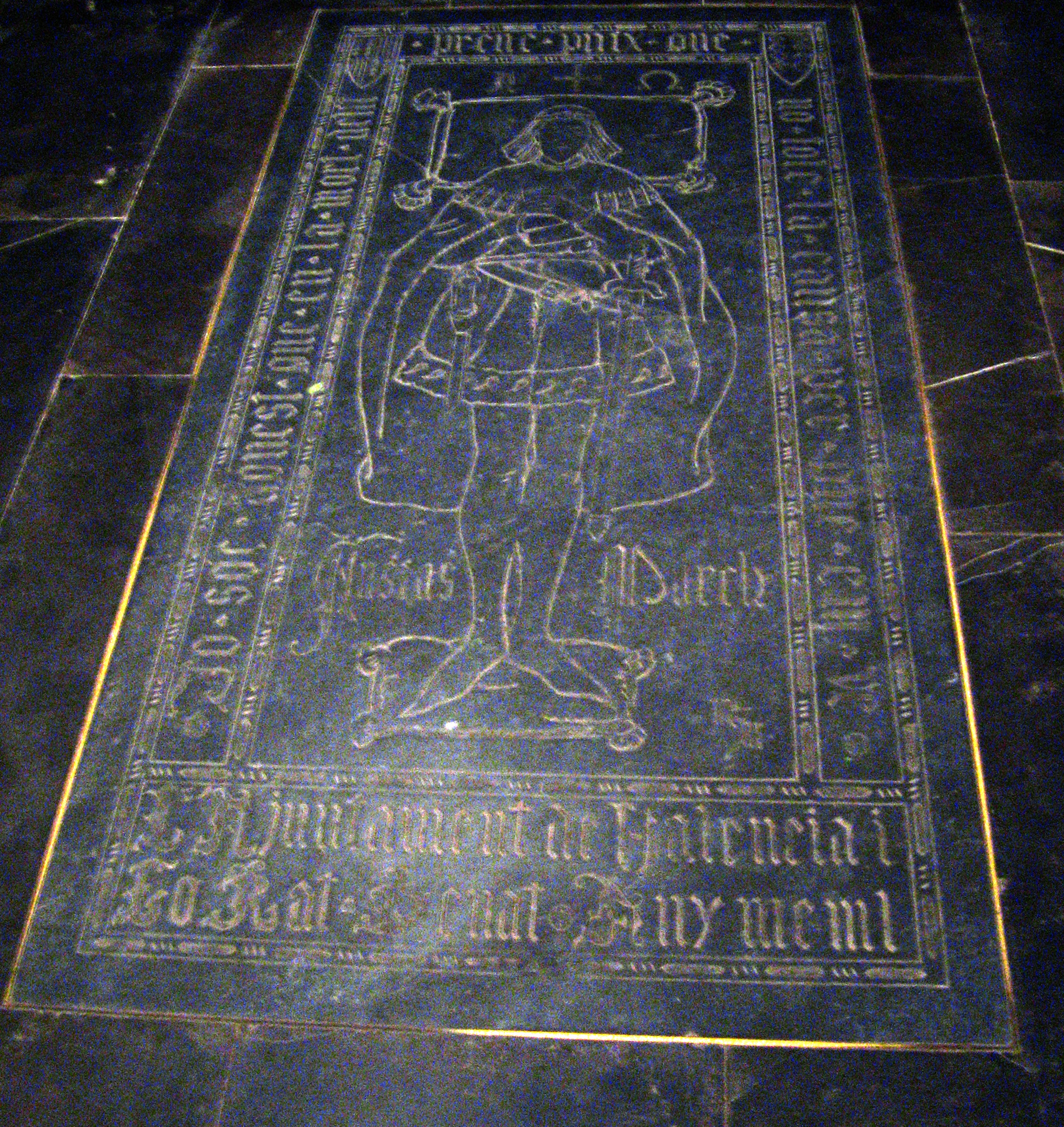
Tomba d'Ausiàs March a la Catedral de València.

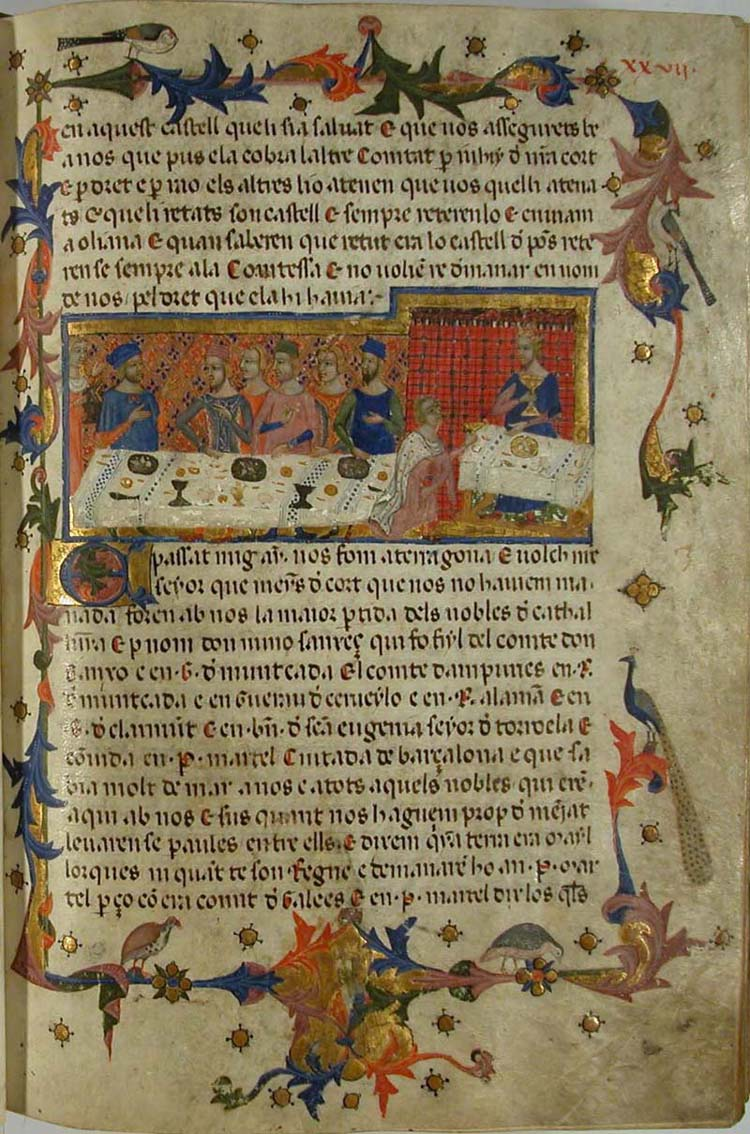
Llibre dels Fets

Fins que, al segle xv, Ausiàs March va començar a escriure poesia sense occitanismes, la llengua en què s'escrivia la poesia a la Corona d'Aragó era l'occità, però no era una forma d'occità de cap localització geogràfica concreta: era una llengua koiné literària, sovint artificial, comuna de totes les corts occitanes. El món català i l'occità, durant els segles xii i xiii, estaven molt relacionats. Si actualment el català i l'occità són dues llengües molt semblants, en aquella època ho eren molt més i, per tant, els poetes catalans no devien tenir gaires dificultats per escriure en occità.
La batalla de Muret (1213) va significar l'inici de la decadència de la societat occitana i la seva llengua. Tot i així, des de Catalunya sorgiren iniciatives que allargaren la vida de l'occità com a llengua de la poesia. No obstant això, els poemes fets per autors catalans a finals del xiv i començaments del xv estaven força plens de catalanismes. Es parla d'un procés de catalanització i de desprovençalització de la poesia catalana d'aquesta època.

#### La Cancelleria Reial
Pere III el Cerimoniós (1319-1387) s'adonà que existia un estret lligam entre poder i llengua, i per això es proposà de reformar la Cancelleria Reial, creada per Jaume el Conqueridor en 1218 com a un organisme administratiu i burocràtic. Amb la reforma de Pere III, entraven a treballar a la Cancelleria reial gent molt preparada en els camps de la teologia, el dret, l'escriptura, etc. La seva tasca era redactar els documents oficials, que aviat foren considerats models de bon escriure.
Aviat, el català de la Cancelleria reial esdevingué una mena de llengua acadèmica, ja que era la llengua dels discursos i dels documents que signava el rei, i això la legitimava i feia que fos acceptada incondicionalment en tots els territoris de la Corona. La prosa de la Cancelleria reial fou un factor important d'unitat de la llengua administrativa i literària.
Acabà sent una mena de model supradialectal: bastida sobre la modalitat dialectal del barceloní, fou acceptada per tots els escriptors com una mena de forma estàndard.

## Delseglexvfins a la Renaixença

### El context polític i social. Els Trastàmara

La Corona d'Aragó al s. XV

L'any 1410 mor sense descendència el rei Martí l'Humà i s'extingeix el Casal d'Aragó. L'hereu al tron de la Corona d'Aragó surt del Compromís de Casp (1412) i no és cap altre que Ferran d'Antequera, de la dinastia castellana dels Trastàmara. Hi ha qui veu en aquest canvi de dinastia el primer símptoma de decadència en la cultura catalana, però el cert és que aquest segle xv passà a la història com el més gloriós per a la història de la literatura catalana.
Malgrat això, durant aquest segle xv, Barcelona i el Principat perden pes específic en la confederació aragonesa en favor de València, que s'erigeix en el motor econòmic i cultural de la Corona. A aquest fet, hi ajuda la guerra civil catalana.

### La poesia

#### Els primers intents de ruptura amb l'occità

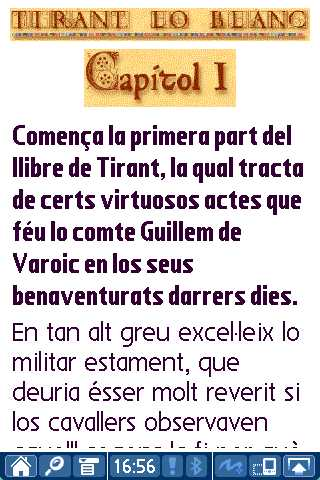

La poesia culta catalana en el segle xv inicia una tímida ruptura amb la poesia trobadoresca: el valencià Jordi de Sant Jordi i el vigatà Andreu Febrer són dos exemples d'aquest tímid abandó de formes i fons trobadorescos, encara que utilitzin un català ple d'occitanismes. Altres poetes que escriuen en un català aprovençalat són Jaume i Pere March i Gilabert de Pròixita.

#### Ausiàs March
El primer poeta que trenca definitivament amb la poesia trobadoresca és el valencià Ausiàs March (1397-1459). La seva obra poètica, de més de deu mil versos, presenta només una vintena d'occitanismes, la qual cosa significa l'acabament de la influència dels trobadors provençals i el començament d'una poesia plenament en llengua catalana.

### La narrativa

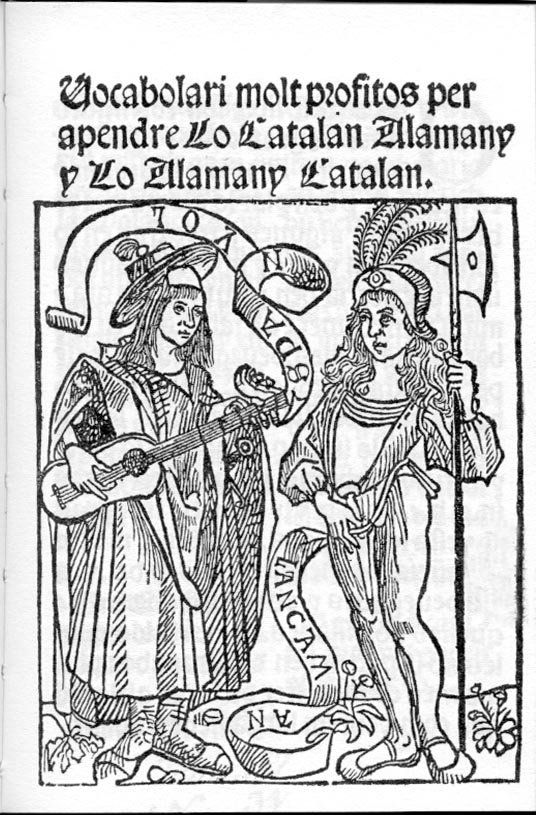
Vocabolari molt profitós per aprendre lo catalan-alamany y lo alamany-catalan, 1502.

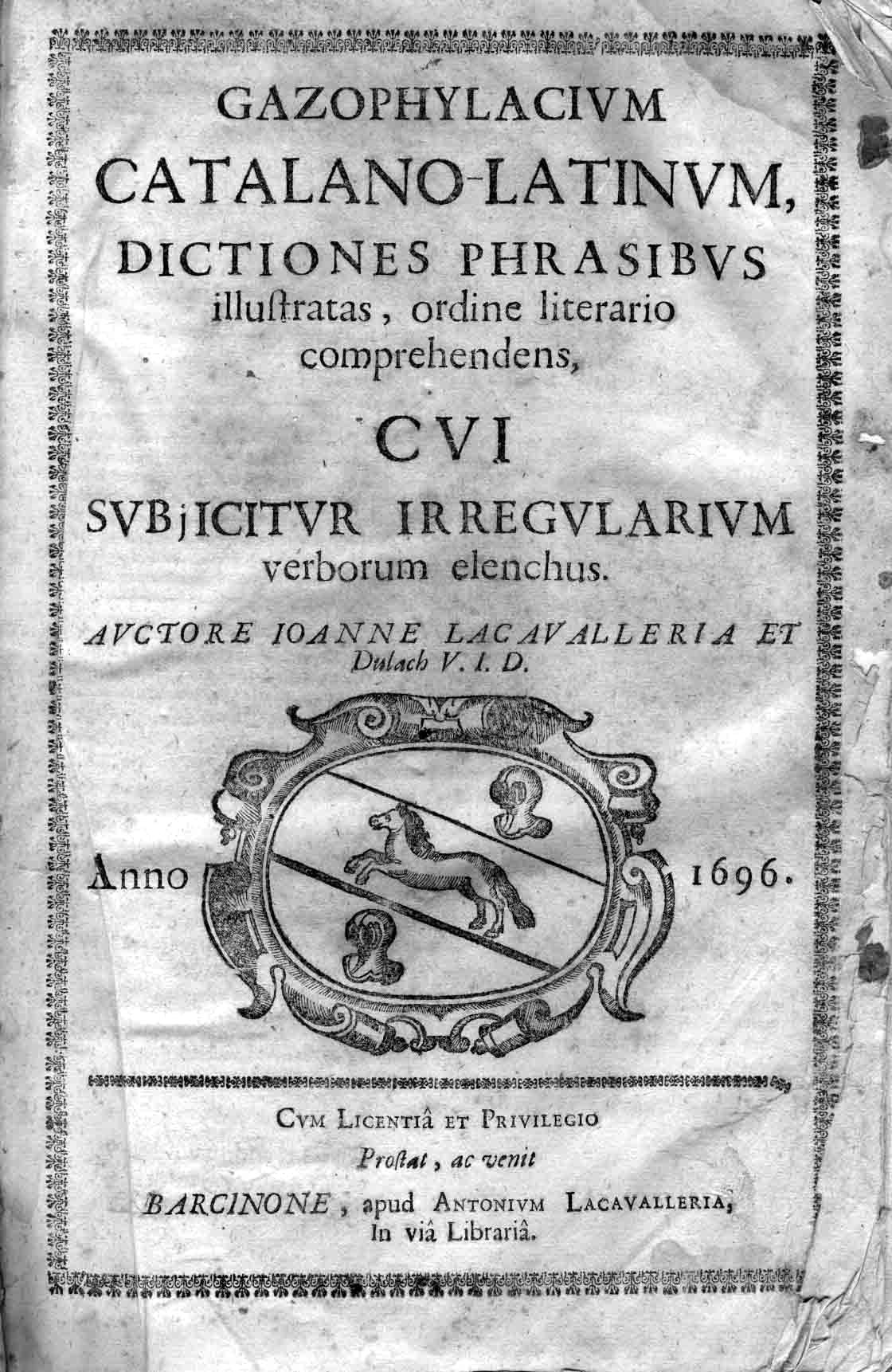
Gazophylacium catalano-latinum, 1696.

#### Curial e Güelfa
El Curial e Güelfa és una novel·la cavalleresca, fins fa poc considerada anònima. Segurament fou escrita entre 1445 i 1448, en coincidència amb el regnat d'Alfons el Magnànim a Nàpols. Hauria estat escrita en aquest ambient cortesà cultural italià per Enyego d’Àvalos, nascut a Toledo, educat a València i molt proper al Magnànim. En el Curial e Güelfa hi trobem força influències franceses i italianes, tant pel que fa al lèxic com pel que fa als ambients.

#### Tirant lo Blanc
La novel·la profana més llegida durant el segle xv fou el Tirant lo Blanc, escrita entre 1460 i 1490 pel valencià Joanot Martorell. L'obra, considerada peça mestra de la narrativa catalana i universal de tots els temps, és una novel·la total: cavalleresca, històrica, militar, de costums, eròtica, psicològica, etc. Sobre una base inicial de la matèria de Bretanya, Joanot Martorell construeix l'obra juxtaposant fonts orals i escrites de procedència diversa: artúriques, clàssiques, italianes, espanyoles, etc.

#### L'Espill
L'Espill és una novel·la en vers de caràcter misogin. Fou escrita pel valencià Jaume Roig entre 1455 i 1462 i es compon de més de setze mil versos tetrasíl·labs.

#### La «valenciana prosa». Joan Roís de Corella
A aquests moments del segle xv, ningú discutia la unitat lingüística de la catalanofonia; això no obstant, és en aquest moment que sorgeix el terme de «valenciana prosa», referit sobretot a un estil d'escriptura determinat, caracteritzat per la preciositat i l'artificiositat, amb calcs del llatí que desembocaven en una retòrica barroca. És una prosa «d'art».
La figura més rellevant que utilitzà aquest estil fou Joan Roís de Corella, també valencià i nascut entre 1433 i 1443, i mort el 1497. La seva obra més coneguda és la Tragèdia de Caldesa. Es considera Corella l'última gran figura de la literatura catalana medieval.

### L'inici del retrocés de la llengua

#### El procés de substitució lingüística
Durant els segles xvi i xvii, el català continuarà sent la llengua d'ús popular a tots els nivells: en la relació familiar, a l'església, en l'administració, a l'escola, en els llibres tècnics i d'història, etc. No obstant això, el castellà s'anirà introduint a la catalanofonia. Els fets que acceleren la presència del castellà en els territoris de llengua catalana foren:
1. La influència de la cort castellana. Els Trastàmara castellans havien respectat l'ús del català i aquest no se'n ressentí fins que Ferran II d'Aragó i Isabel I de Castella es casaren i els Països Catalans quedaren lligats al projecte de monarquia hispànica gestat pels Reis Catòlics (1479-1516). Fruit de la castellanització de la cort, l'aristocràcia catalana es va anar castellanitzant.
2. L'esplendor de la literatura castellana. Alguns escriptors catalans, enlluernats per la literatura renaixentista i barroca castellana, canviaran la seva llengua per la castellana (Joan Boscà).
3. La impremta. La producció de llibres en castellà anirà desplaçant la de llibres en català per una qüestió de mercat.
4. La Guerra dels segadors (1640-1659). Enfrontà el Principat de Catalunya amb Felip III i el centralisme polític castellà, i comportà la derrota de Catalunya i la cessió a l'estat francès, mitjançant el tractat dels Pirineus (1659), de les comarques del Rosselló, el Conflent, el Vallespir i l'Alta Cerdanya. En aquests territoris es va prohibir el català.

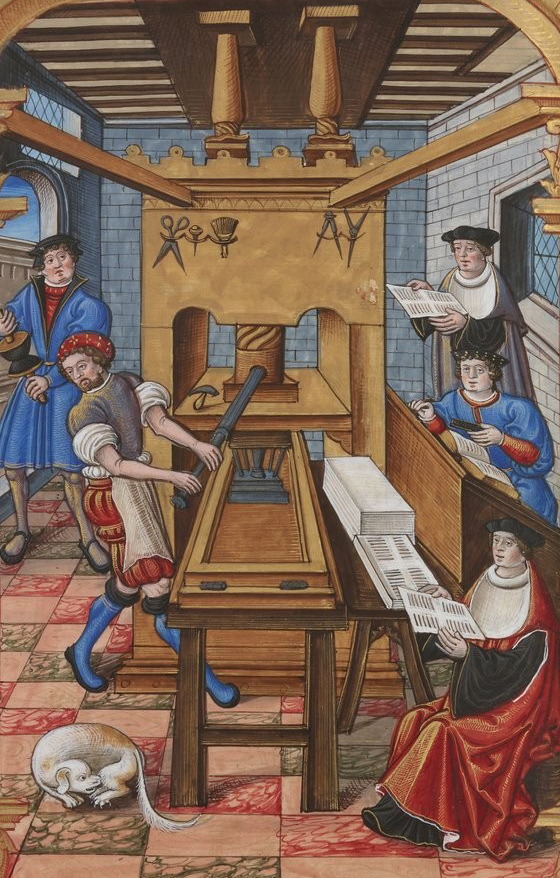
Impremta del segle XV

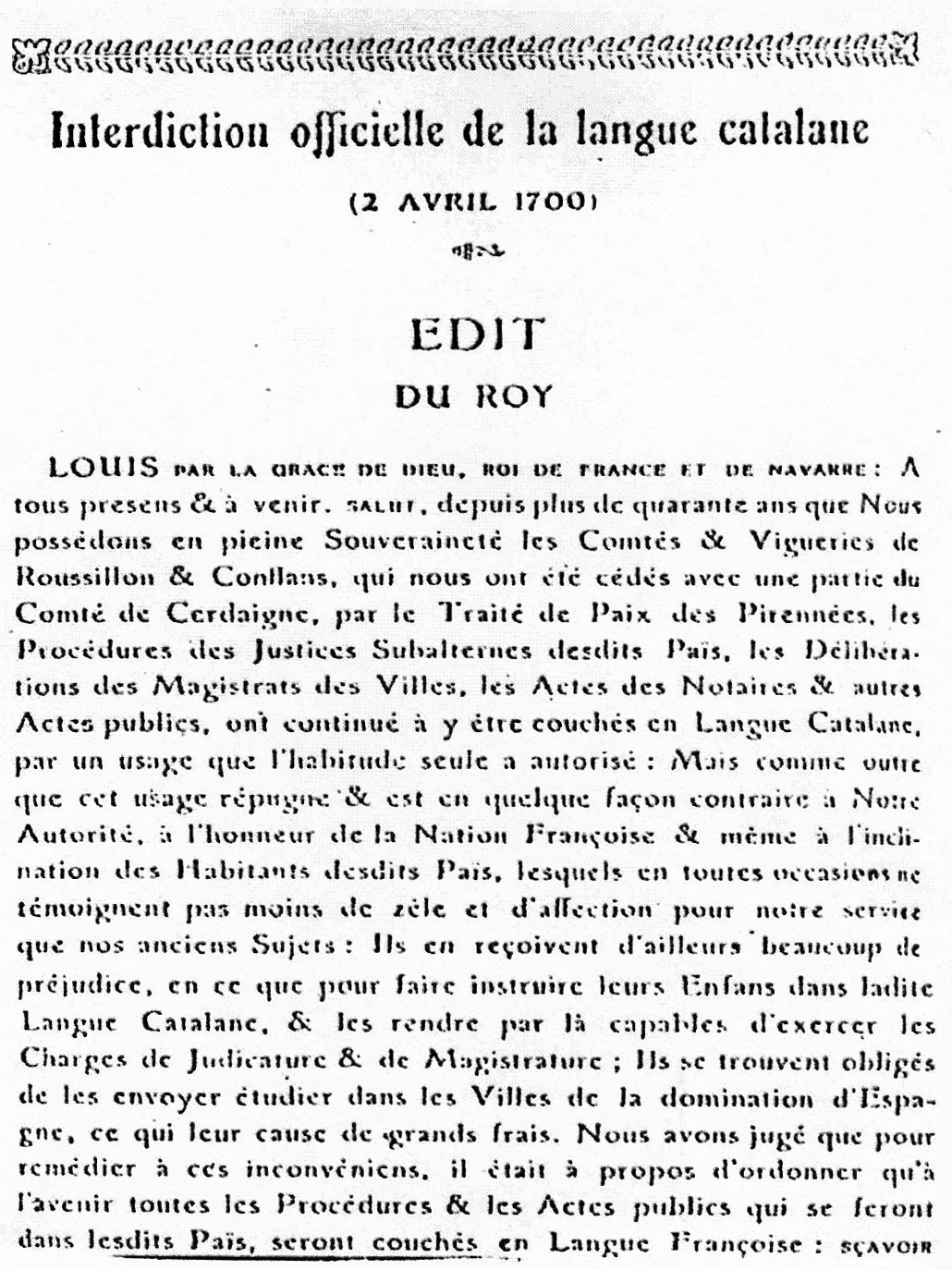
Decret de Prohibició Oficial de la Llengua Catalana a la Catalunya del Nord

#### La «Decadència»
Molts estudiosos es refereixen als segles xvi, xvii i xviii de la cultura catalana amb el terme de «decadència» per donar a entendre el retrocés que patí el català durant aquests anys. És, però, un terme imprecís, ja que no reflecteix la realitat total de la llengua, sinó solament una part, la que afecta la producció culta. Tanmateix, la llengua oral i escrita de les classes populars als Països Catalans continuarà sent el català, almenys fins al segle xviii.
Malgrat el descens quantitatiu i sobretot qualitatiu de les produccions literàries cultes en llengua catalana, podem assenyalar uns quants noms: Cristòfor Despuig, autor dels Col·loquis de la insigne ciutat de Tortosa (1557), Pere Serafí, Francesc Vicenç Garcia (el «rector de Vallfogona»), Francesc Fontanella, Joan Ramis, etc.

#### La Guerra de successió i els Decrets de Nova Planta

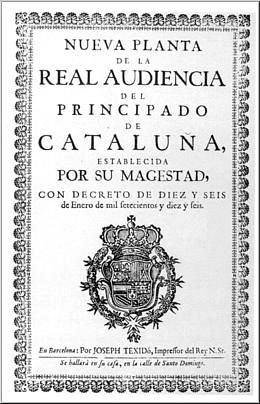
[http://books.google.cat/books?id=epd1t_OqzSIC&hl=ca&source=gbs_navlinks_s Nova Planta de la Reial Audiència del Principat de Catalunya

L'any 1700, mor sense descendència Carles II, i esclata una guerra entre els partidaris de l'arxiduc Carles d'Àustria i els de Felip d'Anjou, de la dinastia absolutista dels Borbons. La Corona d'Aragó es posicionà a favor de l'arxiduc, que acabà derrotat. Les conseqüències per al català foren terribles, ja que el nou sobirà, Felip V, promulgà els coneguts Decrets de Nova Planta, segons els quals el català deixava de ser llengua oficial; se suprimien els drets i les institucions forals; es produïa una castellanització de l'administració pública; es canviava la toponímia i es prohibia l'ús del català a l'escola, als tribunals civils i eclesiàstics, als llibres de comptabilitat empresarial, al teatre, etc.
La creixent castellanització durant els segles anteriors ja havia ocasionat una certa crisi en la consciència idiomàtica unitària, que s'accentuà a partir dels Decrets de Nova Planta. La voluntat central de fer minvar la llengua i la cultura de Catalunya es va accelerar el 20 de febrer del 1712 a Madrid, quan es varen dictar les famoses instruccions secretes als corregidors del territori català: «Pondrá el mayor cuidado en introducir la lengua castellana, a cuyo fin dará las providencias más templadas y disimuladas para que se consiga el efecto, sin que se note el cuidado.» Els decrets i les mesures encaminades a prohibir l'ús del català no es dugueren a terme sistemàticament, ni obtingueren resultats efectius immediats. Tot i així, la situació al domini lingüístic català portà a una situació de diglòssia: mentre el castellà s'usava per a funcions formals, generalment escrit, el català s'usava per a funcions informals, bàsicament orals.

#### L'inici de l'estat nació espanyol
Partint del pòsit polític del Comte-duc d'Olivares i l'absolutisme d'en Felip V, l'assimilació de la Corona d'Aragó per la Corona castellana mitjançant els Decrets de Nova planta fou el primer pas en la creació de l'estat nació espanyol. I com altres estats nació europeus en formació, tampoc fou sobre una base ètnica uniforme, sinó mitjançant la imposició de les característiques polítiques i culturals de l'ètnia dominant, en aquest cas la castellana, sobre les de les altres ètnies, esdevingues minories nacionals a assimilar mitjançant polítiques nacionalistes, que al llarg del temps poden arribar a ser molt agressives.

## De la Renaixença als nostres dies

### Catalunya alseglexix

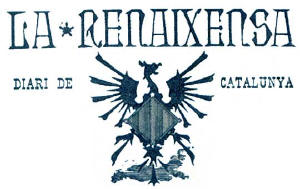
La capçalera de La Renaixensa fou dissenyada per Lluís Domènech i Montaner el 1880. Conjuga l'escut de Catalunya amb l'au Fènix.

El 1807 l’Oficina d’Estatística del Ministeri d’Interior francès va demanar als prefectes una enquesta oficial sobre els límits de la llengua francesa. L'enquesta constata que al Rosselló, es parlava pràcticament només català, i, atès que Napoleó volia incorporar el Principat a França, com succeí el 1812, es preguntà al cònsol a Barcelona. Aquest declara que el català “se enseña en las escolas, se imprimeix y se parla, no sols ente lo baix poble, si que també entre las personas de primera calitat, així en tertulias, com en visitas y congressos”, indicant que es parla a tot arreu “a excepcio dels tribunals reals". També indica que el català es parla a més “en lo Regno de Valencia, en las islas de Mallorca, Menorca, Ibissa, Sardeña, Corcega y molta part de Sicilia, en la Vall d’Aran i Cerdaña”.
En la primera meitat del segle xix, a Espanya la realitat sociolingüística de la catalanofonia és semblant a la del segle anterior. La nova classe burgesa manté les mateixes actituds que l'aristocràcia, provocats per una educació exclusivament en castellà: certa adopció del castellà i cert bandejament de la tradició catalana. Tot plegat accentua el bilingüisme diglòssic.
A partir, però, de la segona meitat del segle, es produeix un canvi molt important en el comportament del poble català envers el seu idioma. Les bases d'aquest canvi es palesen en el naixement d'un moviment literari renovador, la Renaixença catalana, i en l'aparició del catalanisme polític, que s'enfrontarà amb el centralisme de Madrid. Especial importància tingué el canvi d'actitud de la burgesia, que acabà fent-se seves aquestes reivindicacions catalanistes.

### La Renaixença

#### Llengua i ideologia

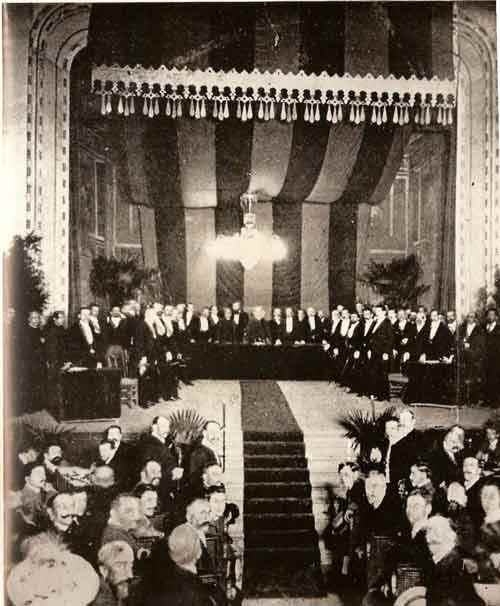
Inauguració del Primer Congrés Internacional de la Llengua Catalana

La Renaixença catalana és un moviment literari estrictament del Principat. Podem considerar que neix el 1833 amb la publicació de l'Oda a la Pàtria de Bonaventura Carles Aribau, i arriba al punt més alt el 1877, en què Jacint Verdaguer i Àngel Guimerà triomfen als Jocs Florals.
La Renaixença és un moviment gestat per la burgesia i que té molts punts en contacte amb el romanticisme que neix durant el segle xix, sobretot a Alemanya i Anglaterra. Els romàntics europeus reivindicaran les cultures nacionals i el retorn a l'esplendor de l'edat mitjana. Així doncs, per una banda s'intenta reconstruir l'època de màxima esplendor nacional a partir de la divulgació de clàssics i de la literatura popular, alhora que s'intenta normalitzar i normativitzar la llengua, entesa novament com el principal vehicle aglutinador del país.

#### La literatura
Els Jocs Florals desvetllaran la inquietud per l'ús i per l'estat en què es troba la llengua catalana. Fruit d'aquest renovat interès, comencen a sorgir grans autors en els diferents gèneres. En poesia, destaca Jacint Verdaguer, autor de l'Atlàntida; en teatre Àngel Guimerà i Frederic Soler (Pitarra), i la novel·la, pràcticament morta d'ençà el segle xv, ressorgí amb L'orfeneta de Menargues d'Antoni de Bofarull (1862) i sobretot amb Narcís Oller.

#### Estudis sobre la llengua
Tot al llarg del segle xix, l'interès per la llengua farà que augmenti considerablement el nombre d'estudis. A l'hora de buscar un model de llengua, sorgiren dues tendències lingüístiques irreconciliables: la d'aquells que propugnaven un català «acadèmic» (un català arcaïtzant allunyat de la llengua empobrida i castellanitzada del moment) i la d'aquells que defensaven «el català que ara es parla» (el català habitual de la gent del poble, encara que tingués castellanismes).
La premsa va tenir un paper molt important en la difusió de les polèmiques de normativització del català, sobretot la revista L'Avenç. Es proposaven acabar amb l'anarquia ortogràfica i elaborar un bon diccionari, unificar els dos models de llengua (el culte i el popular) i depurar el lèxic, ple de barbarismes. En aquesta reforma ortogràfica, tingué una importància cabdal Pompeu Fabra, autor el 1891 d'un Ensayo de gramática del catalán moderno, que serví per a posar les bases de la codificació lingüística que realitzà l'Institut d'Estudis Catalans l'any 1913, amb la publicació de les Normes ortogràfiques.

### Normativització de la llengua catalana
A principis del segle xx el català era la llengua majoritària i natural de la gent, però no existia encara un estàndard ni unes normes. A més Enric Prat de la Riba era conscient que «de la cultura catalana l'estat no se'n preocupa i les diputacions hem de suplir aquesta deficiència de l'estat fomentant el conreu i perfeccionament de la llengua».
Quan es va crear l'IEC es van fer dos encàrrecs a la Secció Filològica liderada per Pompeu Fabra: sistematitzar unes regles d'escriptura i promocionar el català com a llengua d'ús científic, objectius que es van explicitar durant la constitució de l'IEC: «el restabliment i l'organització de tot el que es refereix a la cultura genuïnament catalana» i «la investigació científica de tots els elements de la cultura catalana». L'IEC va publicar les Normes ortogràfiques el 1913, dotant el català d'una ortografia formal. Immediatament es van generar grans i durs debats sobre algunes de les decisions ortogràfiques preses (el més aferrissat fou el d'escriure els plurals -es i no -as), però de mica en mica s'anaren acceptant: La Mancomunitat va adoptar de seguida el català de Fabra i va promocionar les seves obres: totes les seves institucions l'adoptaren com a llengua vehicular, des de les diverses escoles d'educació professional fins a les escoles de primària.
El 1916 la Mancomunitat de Catalunya va enviar una petició oficial per reconèixer la llengua catalana com a cooficial, tot adjuntant un detallat programa de normalització lingüística. La proposta va provocar queixes i pressions de la Real Academia Española, fins que el llavors president comte de Romanones va dir que mai donaria aquest reconeixement al català, perquè es feia servir com a emblema polític.
La Generalitat republicana en gran part va continuar i va ampliar la política educativa de la Mancomunitat de Catalunya. Tingué moltes dificultats financeres i la cessió de competències no es va acabar mai de fer del tot. En general aquest període va constituir un assaig i una lliçó històrica per a la realització posterior de la Generalitat de 1977.

### La dictadura franquista
La victòria del dictador Franco en la Guerra Civil del 1936-1939 va significar la repressió de qualsevol signe de catalanitat. Van ser abolits l'Estatut d'Autonomia, el Parlament de Catalunya i la Generalitat de Catalunya. Durant el període franquista (1939-1975), el català va ser objecte d'una agressió brutal i va quedar reduït a l'ús familiar. El castellà va passar a ser l'única llengua de l'ensenyament, de l'administració i dels mitjans de comunicació. La situació es va agreujar per les grans onades immigratòries de castellanoparlants del segle xx, sobretot les dels anys 60 i 70, procedents de la resta d'Espanya, sobretot d'Andalusia i Extremadura, i que en gran part es van concentrar a l'àrea metropolitana de Barcelona. Tot això va provocar un gran retrocés de l'ús social del català i del seu coneixement, fins al punt que a Catalunya el castellà va superar al català com a llengua materna per primera vegada en la seva història. A Catalunya el factor més important del bilingüisme social és la immigració procedent de la resta d'Espanya. Hom ha calculat que, sense migracions, la població de Catalunya hauria passat d'uns 2 milions de persones el 1900 a 2,4 el 2001, en comptes dels més de 6,1 milions censats en aquesta data (i que són més de 7 el 2008); és a dir, la població sense immigració hauria estat el 39% de la real el 1980.
Tant a l'interior del país com a l'exili, hi va haver diverses iniciatives (llibres, revistes, campanyes...) per tal de suplir el silenci imposat pel règim.
L'abolició de l'Estatut d'Autonomia de Catalunya l'any 1938 significà l'inici d'un llarg procés d'espanyolització que intentà posar fi a tota manifestació explícita de la cultura catalana. D'aquesta manera, davant la impossibilitat de manifestar-se en la pròpia llengua, els intel·lectuals catalans optaren per claudicar ideològicament i lingüísticament, continuaren actuant de manera clandestina o bé acabaren exiliant-se.
Els intel·lectuals que decidiren claudicar ideològicament i lingüísticament van haver de decantar-se per una literatura d'expressió espanyola, amb manifestacions derivades de la ideologia dominant, o bé intentant adaptar idees pròpies de la cultura catalana d'abans de la guerra (aquest és el cas de Joan Ramon Masoliver, avantguardista durant els anys 20, que creà la col·lecció «Poesía en la Mano»).
Malgrat això, restaren a Catalunya altres intel·lectuals que es negaren a trencar definitivament amb la llengua i la cultura autòctones. Fou el cas d'aquells que optaren per l'exili interior, és a dir, per actuar en la clandestinitat. S'organitzaren tertúlies literàries, reunions culturals, lectures poètiques, cursos de cultura catalana, etc. amb l'objectiu d'arribar a la joventut i formar així nous escriptors capaços d'evitar el trencament amb la cultura i la llengua catalanes. Tots aquests actes eren celebrats, però, en cercles privats i davant un públic reduït i selecte. També van començar a publicar-se una sèrie de revistes de vital importància, algunes de les quals foren Poesia (1944-1945), Ariel (1946-1951) i Dau al Set (1948-1955). La primera, creada per Palau i Fabre, era de caràcter avantguardista, perquè a més d'un compromís amb la llengua tenia també un clar compromís poètic. La segona, Ariel, fou ideada per Palau i Fabre, Josep Romeu, Miquel Tarradell, Joan Triadú i Frederic-Pau Verrié. El seu antecedent més clar era Poesia, i encara que no tenia un programa ideològic totalment unificat, sobrevisqué gràcies a la voluntat comuna de recuperar determinats valors del passat. Es negaren a lamentar-se pel genocidi cultural i d'aquí en sorgí el desig de no aturar-se en el ressentiment i traduir-lo en acció. Volien demostrar que no hi havia hagut ruptura amb el passat, i ho feren recuperant estratègies pedagògiques de la tradició noucentista encarades al futur. És en aquesta revista on podem entreveure clarament les dues tendències del moment: d'una banda, la tendència que defensava el classicisme com a base de la nostra cultura i com a model a seguir; de l'altra, la tendència més avantguardista que defensava l'art modern (Baudelaire, Rimbaud, Mallarmé, etc.). Això no obstant, tant Poesia com Ariel van saber innovar sense deixar mai de banda la tradició anterior. En darrer lloc, la revista Dau al Set va comptar amb la col·laboració d'artistes com Modest Cuixart, Joan Ponç, Antoni Tàpies, Joan Josep Tharrats, Arnau Puig Grau i Joan Brossa que tenien com a objectiu comú connectar amb la tradició avantguardista anterior a 1936, especialment amb el surrealisme.
La majoria dels intel·lectuals catalans que marxaren a l'exili s'establiren a França, excepte aquells que van poder evitar la invasió alemanya marxant a Amèrica, Mèxic i Veneçuela. Tot i haver de renunciar a la pròpia llengua, aquests catalans van poder inserir-se en una infraestructura cultural que els permeté treballar com a professionals en diferents camps (periodisme, món editorial, arts gràfiques). I si alguna cosa tenien en comú aquests exiliats amb els intel·lectuals que s'havien quedat a Catalunya treballant en la clandestinitat, era la voluntat de donar continuïtat a la llengua i la tradició literària catalanes. D'aquesta manera, i malgrat les penúries que hagueren de patir els qui marxaren a l'exili, de seguida sorgiren iniciatives per a dur a terme aquesta continuïtat. L'any 1939 ja es començaren a editar llibres i revistes en català, com per exemple la revista Catalunya, editada amb l'objectiu de continuar l'obra dels escriptors catalans. Ressorgiment i Germanor són algunes de les altres revistes que també publicaren a l'exili els intel·lectuals catalans. Amb la mateixa voluntat de continuïtat lingüística i cultural cal destacar també el manteniment dels Jocs Florals de la Llengua Catalana entre 1941 i 1945.
En conclusió podem dir que, a partir de l'any 1939, els intel·lectuals catalans que es mostren reticents al nou ordre polític posen en marxa, ja sigui des de l'exili o des de la clandestinitat, diferents iniciatives amb una única voluntat comuna: la continuïtat cultural i lingüística.
Autors com Josep Carner, Joan Salvat-Papasseit, Carles Riba, J.V. Foix, Salvador Espriu, Joan Oliver «Pere Quart», Josep Maria de Sagarra, Josep Pla, Mercè Rodoreda, Llorenç Villalonga, Pere Calders, Gabriel Ferrater, Manuel de Pedrolo, Joan Brossa, Jesús Moncada, Quim Monzó, Miquel Martí i Pol han estat alguns dels més reconeguts arreu, amb diferents edicions i traduccions a altres llengües. A principis del segle xxi la producció de llibres en català és important tant en quantitat com en qualitat, com a autors de la talla de Julià de Jòdar, Enric Sòria, Jaume Cabré, Núria Perpinyà i Feliu Formosa entre molts altres.

#### Repressió franquista
Amb la Guerra Civil van desaparèixer molts mitjans de comunicació catalans. Aquest ric entramat no es va poder recuperar amb la Transició i avui dia l'impacte és força irregular. Destaca, però, l'espectacular progressió de la llengua catalana en l'àmbit digital.
Amb l'avenç de les tropes franquistes –el 1936 van ocupar les Illes Balears, el 1938 Lleida i el 1939 la resta del Principat– es va truncar el procés de normalització i democratització cultural. La Guerra Civil va tenir greus conseqüències per a la cultura del país. El primer que feien les tropes rebels, quan irrompien a una ciutat, era cremar o convertir en pasta de paper els llibres en català de les biblioteques privades i dels editors comercials.
Aquest va ser el cas de la biblioteca de Pompeu Fabra. En altres ocasions, com va succeir amb la biblioteca de Joaquim Xirau, ocupaven l'habitatge i dispersaven els llibres. I, finalment, com li va ocórrer a Antoni Rovira i Virgili, decomissaven i traslladaven tots els documents i obres a Salamanca. Era, doncs, un odi general vers la diferència i l'objectiu era destruir el sistema de comunicació en català. Així, el diari La Publicitat va ser bombardejat i La Humanitat saquejada pels guanyadors –com tots els diaris–. La Veu de Catalunya va ser intervingut pels anarquistes.
Després de la Guerra Civil, a partir del 1939, la dictadura del general Franco, amb la repressió política i lingüística, va provocar la desaparició de la premsa nacional i local en llengua catalana i el final de la radiodifusió en català. Els exiliats catalans van lluitar contra l'esvaniment del català fent publicacions en català de curt tiratge i programes de ràdio. La programació internacional en llengua catalana feta per una dotzena d'emissores d'ona curta: Ràdio Moscou, La Pirenaica, Ràdio París o BBC, entre d'altres, tot i ser sempre testimonial, durant els quaranta anys de franquisme, va tenir una gran importància per a la pervivència del català a la radiodifusió. A les dècades dels quaranta i cinquanta a Catalunya només Ràdio Girona, Ràdio Vilanova, Ràdio Tortosa, REM Ràdio Berga, Ràdio Taradell i Ràdio Popular de Figueres van fer algun programa en català, sempre de temàtica religiosa o musical.
El 1958 es va produir una certa modernització del franquisme, amb canvis socials, polítics i econòmics de signe moderat que van permetre al català tenir una mínima presència als mitjans de comunicació del país. Naixia la revista Serra d'Or (1959). A la dècada dels seixanta, Ràdio Popular de Figueres i Ràdio Girona ja emetien una part de la programació en català. Ràdio Barcelona, a partir de la temporada 1962-63, va començar a programar una obra de teatre en català cada mes i va posar en antena diària Radioscope. Aquest programa, tot i ser presentat majoritàriament en castellà, va ser, entre altres coses, una plataforma per als cantautors catalans. Radio España de Barcelona, des de l'any 1962, va incloure en la programació l'espai Què sabem de Catalunya. El 1964, Televisió Espanyola (TVE) va fer els primers espais mensuals de teatre en català, amb el nom de Teatro catalán, i Ràdio Nacional d'Espanya a Barcelona va començar a emetre Evocacions catalanes. L'any 1967, TVE va començar el programa mensual Mare Nostrum i poc després RNE el programa Paraula i pensament.
Amb aquesta anul·lació sistemàtica de la comunicació, els franquistes van aconseguir que el català fos gairebé invisible durant prop de mig segle. Després, una Transició extremament cautelosa tampoc va solucionar dècades de silenci. Si no hagués estat per la persecució i destrucció, avui, la desapareguda empresa editora de La Veu de Catalunya seria, en proporció, com la de l'ABC. La de La Humanitat seria com El País. Els anys de llibertat de la Transició, doncs, no van poder reconstruir el mercat, ni la indústria ni els mitjans.
| «                                                   | A partir de la repressió, el franquisme va crear unes xarxes de complicitat en què milers de persones es van veure implicades o en van ser còmplices, de totes les maneres possibles, del vessament de sang infligit, de les persecucions efectuades, de la vida de centenars de milers de persones a les presons, als camps de concentració o als Batallons de Treballadors. En definitiva, de les formes més diverses de repressió: política, social, laboral, ideològica, i, en el cas de Catalunya, d'un intent de genocidi cultural que pretenia fer desaparèixer d'arrel la seva especifica personalitat nacional... | » |
| — Josep Maria Solé i Sabaté i Joan Vilarroya i Font | |   |

#### Persecució del català

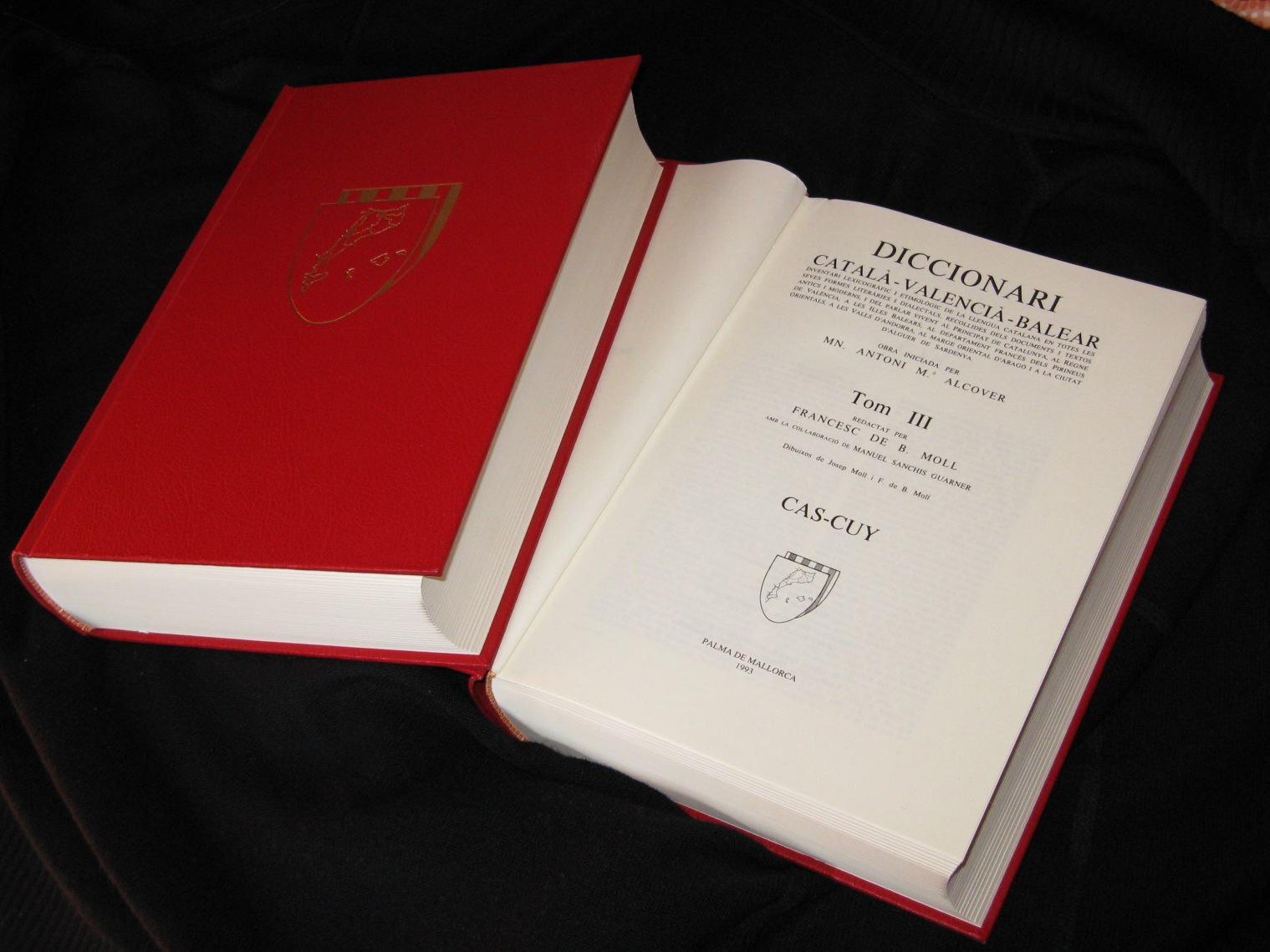
La versió impresa del Diccionari català-valencià-balear.

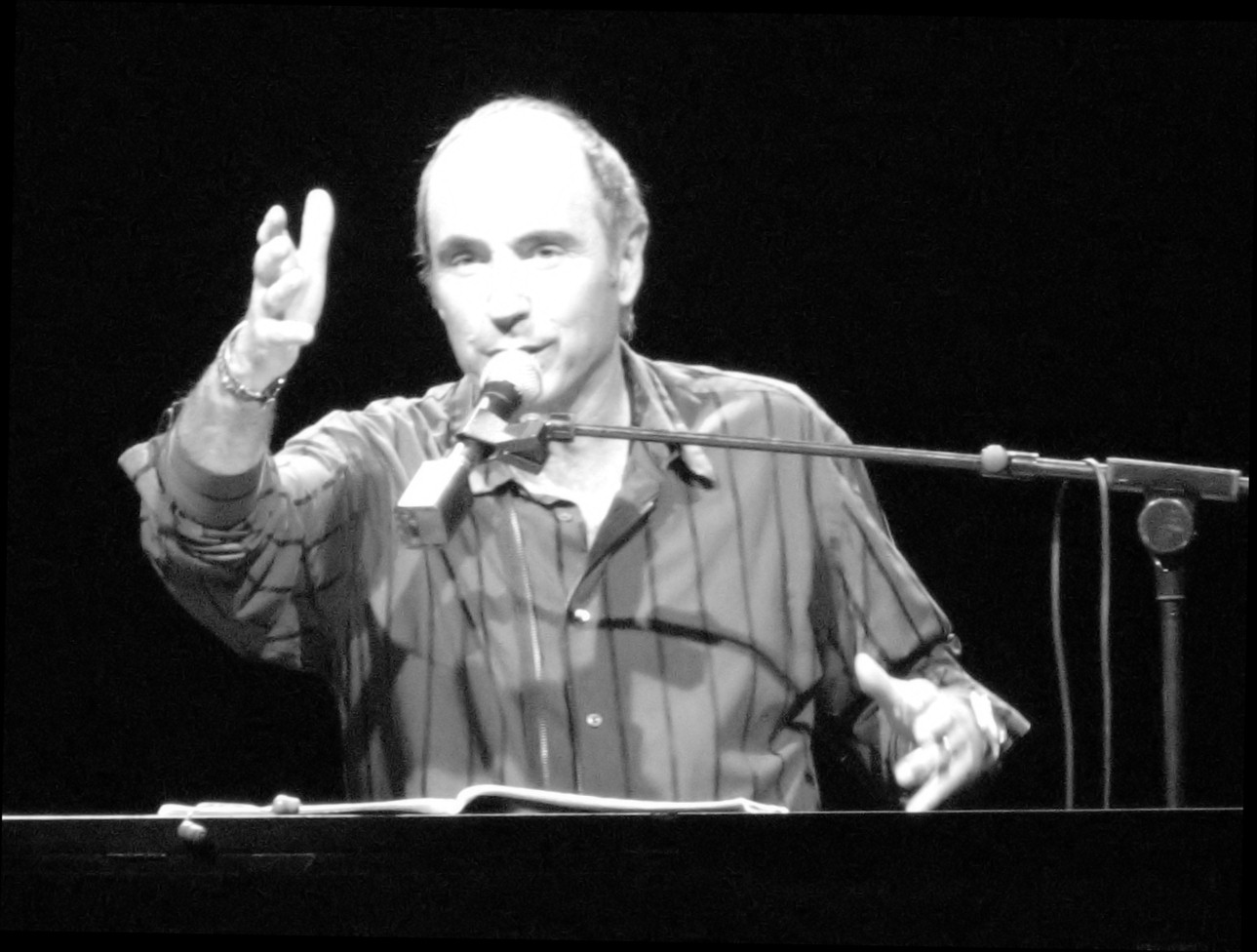
Lluís Llach durant una actuació a l'Olympia de París l'any 2006.

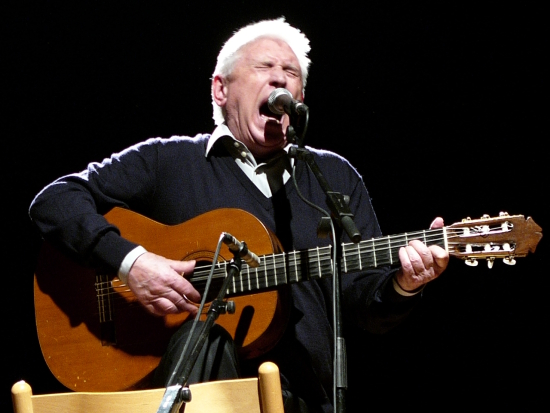
Raimon a Almussafes el 24 de febrer de 2008.

Durant el període franquista (1939-1975), el català va ser objecte d'una agressió brutal i va quedar reduït a l'ús familiar. El castellà va passar a ser l'única llengua de l'ensenyament, de l'administració i dels mitjans de comunicació. Tant a l'interior de Catalunya com a l'exili, va haver-hi diverses iniciatives com llibres (Rosa mística de Mossèn Geis), revistes (com Dau al set, dirigida per Brossa) i campanyes per suplir el silenci imposat pel règim, per exemple, Pío Daví i Maria Vila realitzen campanyes de teatre vernacle, estrenant L'hostal de la glòria, de Josep Maria de Sagarra.
En contrast amb l'ocorregut amb la immigració rebuda anteriorment en la dècada de 1920 i 1930, durant la major part de la dictadura de Franco es va propiciar l'exclusió total de l'idioma català del sistema educatiu (va ser relegat a l'esfera familiar), en el qual es van arribar a utilitzar en alguns llocs mètodes en els quals els propis alumnes havien de denunciar a l'alumne que parlés català cedint-li una bala. La llengua catalana va arribar també a prohibir-se en les làpides de les tombes en el període de postguerra. Fins a l'any 1951, Rafael Aracil, Joan Oliver i Antoni Segura han considerat que la persecució de la llengua va ser «total».
En el segon Franquisme, una certa obertura del règim va permetre un tímid canvi en la marginació de l'idioma autòcton que va donar motiu a una sèrie de passos en contra d'aquesta tendència com l'emissió el 1964 del primer programa de televisió en català per part de TVE (Teatre català). Tant la Nova Cançó (1961) —amb limitacions, com va posar de manifest la prohibició a Joan Manuel Serrat de cantar en català en el Festival de la Cançó d'Eurovisió de 1968— com la creació el 1971 de l'Assemblea de Catalunya, en la qual s'aglutinaven les forces antifranquistes, són fenòmens que s'han considerat com a exemples del manteniment de l'ús de l'idioma català durant la dictadura. El 1970 l'última llei educativa de Franco obria la porta a l'ús de llengües diferents a l'ensenyament primari, via que seria desenvolupada per un decret 5 anys més tard. També el 1975, propera ja la defunció de Franco, un altre decret permetia l'ocupació d'altres llengües natives espanyoles als ajuntaments diferents del castellà.
Globalment, la gairebé total exclusió del català del sistema educatiu i les severes limitacions al seu ús en els mitjans de comunicació de masses durant tots aquests anys, va tenir conseqüències de llarga durada i que estarien presents anys després del final de la dictadura, com s'observa en les altes taxes d'analfabetisme en català que es dona entre les generacions escolaritzades en aquests anys: el 1996 solament un terç del tram d'edat comprès entre els 40 i els 44 anys era capaç d'escriure en català, parlat pel 67 % dels censats, xifres que descendien al 22 % dels majors de 80 anys capaços d'escriure en català amb un 65 % de parlants.
Franco va declarar l'any 1939: «La unitat nacional la volem absoluta, amb una sola llengua, el castellà i una sola personalitat, l'espanyola.»
Això va implicar una desaparició gairebé total dels llibres impresos en català fins a l'any 1946.
L'any 1941, malgrat la prohibició del català, es va reeditar il·legalment Poesies, de "Lo Gayter del Llobregat"  per commemorar el centenari de la seva publicació original, origen del moviment de la Renaixença. La seva presentació, un dels primers actes de la clandestinitat, fou feta en un homenatge al seu autor, Joaquim Rubió i Ors.
Cal destacar durant els anys següents la publicació d'una sèrie d'obres per part de tres joves escriptors: Les elegies de Bierville de Carles Riba (1943), L'aprenent de poeta (1943), de Josep Palau i Fabre, i Cementiri de Sinera, de Salvador Espriu (1946) tots ells amb edicions d'uns cent exemplars.
A partir de 1946, amb la derrota de l'Alemanya Nazi, el règim va portar a terme un rentat d'imatge, anomenada l'escletxa, que va permetre que es tornés a autoritzar l'Orfeó Català a fer teatre en català, i també la publicació de llibres en català, però només d'obres clàssiques, i prohibint les obres destinades al públic més jove per tal de restringir l'aprenentatge de la llengua escrita.
Entre elles tenim les part d'escriptors que havien tornat de l'exili durant els anys 1942-1943. Entre aquestes obres cal destacar la traducció al català de l'Odissea (1948) per Carles Riba, i la investigació dutes a terme pel pedagog Alexandre Galí amb Història de les Institucions 1900-1936, que fins i tot avui en dia són obres de referència.
El 1947 l'Institut d'Estudis Catalans va superar la censura en editar un llibre científic, amb la qual cosa quedava demostrat que el català era també un idioma de ciència.
Cal destacar el començament de la publicació el 1949 del Diccionari català-valencià-balear, fins a la seva finalització el 1962, per part del filòleg Francesc de Borja Moll, el qual va esdevenir en una campanya en els territoris de parla catalana, per defensar la unitat de la llengua i alhora que donava un missatge d'afirmació de la identitat catalana.

### Situació actual

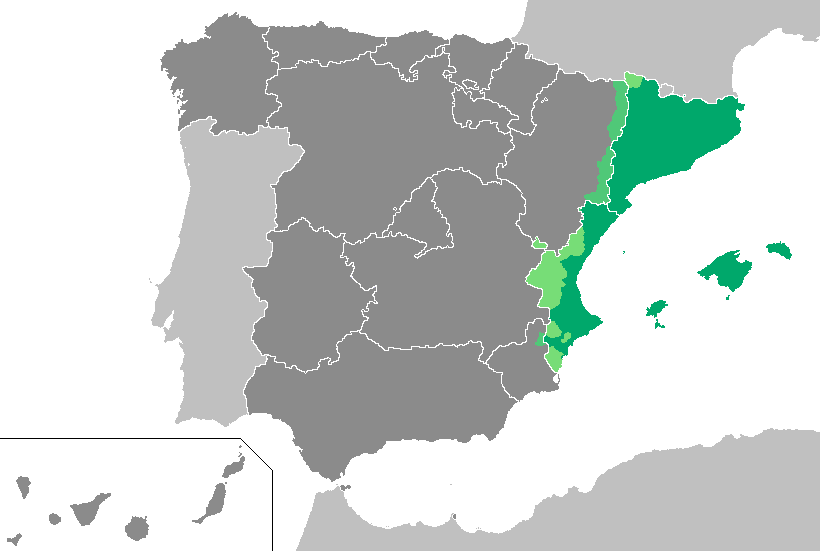
L'idioma català a Espanya
Territoris catalanoparlants on el català és oficial
Territoris catalanoparlants on el català no és oficial
Territoris històricament no catalanoparlants on el català és oficial

El català contemporani, continuador del català modern, és el català que més ha patit la pressió del castellà i el que té més influència castellana, tant a nivell sintàctic com lèxic i fins i tot fonètic. Aquesta forta influència castellana es va accentuar durant el segle xx per la immigració massiva procedent de regions castellanoparlants de l'estat espanyol, que a diferència de les anteriors no es van poder integrar lingüísticament i van conservar l'ús social del castellà. D'altra banda, una de les seves particularitats majors és, especialment a l'escrit, i no tant a l'oral, la influència important i creixent de sintaxi i lèxic castellans per culpa del procés de castellanització de la llengua catalana. La realitat sociolingüística de la catalanofonia provoca que en molts àmbits socials i fins i tot familiars penetri el castellà, àmbits informals que sempre havien estat de clar predomini de la llengua catalana. Tot plegat accentua el bilingüisme diglòssic.
Després de la mort de Franco, es va iniciar una nova etapa de recuperació lingüística amb el restabliment de la Generalitat de Catalunya (1977), la Generalitat valenciana (1979) i el Consell Insular (1982) a les Illes Balears. El català va esdevenir cooficial amb el castellà en aquestes tres comunitats autònomes.
Avui en dia, l'extensió del català a tota la societat topa amb una sèrie d'obstacles: la majoria dels mitjans de comunicació (canals de televisió, emissores de ràdio, diaris i revistes, etc.) són en castellà, igual que el cinema, els videojocs i molts dels intercanvis econòmics, mentre que la llengua de la ciència i de la tecnologia és, bàsicament, l'anglès.

El 1983 es va crear TV3, el primer canal de televisió que va emetre íntegrament en català i el primer mitjà de comunicació de masses en aquesta llengua.

De tota manera, gràcies a la recuperació del català a l'educació i a la creació de nous mitjans de comunicació en català com TV3, Catalunya Ràdio i nous diaris, el coneixement del català ha augmentat considerablement en els diversos àmbits de la vida social.
Les polítiques lingüístiques catalana, valenciana i balear, no coordinades, han augmentat amb més o menys èxit l'oferta oficial en l'idioma autòcton, tant a l'educació com a les administracions, sobretot a les regionals i locals; el Principat és on aquesta aposta ha estat més ferma, tot i que encara queden àmbits on el català encara no és una llengua normalitzada, com en el món de la justícia, en el cinema, en els videojocs, en els prospectes farmacèutics i en l'etiquetatge de joguines i productes de consum. En el sector privat, sobretot a les illes Balears i al País Valencià, el català és molt feble en els mons econòmic, laboral, científic, tecnològic i comercial. Malgrat avenços palpables, és minoritari a la televisió i a la premsa nacionals, al cinema, als videojocs, a la música i a la literatura –en aquest cas, a pesar d'una forta indústria editorial i d'un nivell creatiu molt considerable–. Gaudeix d'una presència paritària a la ràdio i al teatre al Principat i té bona salut a Internet, en què gaudeix de domini propi (.cat) i hi és la 23a llengua; tot i això, no es pot parlar d'un espai comunicatiu català que superi fronteres regionals i estatals.
Altres circumstàncies no polítiques també afecten el futur del català. L'assignatura pendent es troba al carrer i, sobretot, a les zones urbanes i entre els joves, en què, a diferència del món oficial, en decreix l'ús a favor del castellà, just al contrari del que hi passava durant el franquisme. Una altra assignatura pendent és la normalització del català en àmbits on és pràcticament inexistent, com ho és en el món de la justícia, en el cinema, en els videojocs, en els prospectes farmacèutics i en l'etiquetatge de joguines i productes de consum. Ni tan sols a Catalunya, on ha estat més clar l'esforç normalitzador, no ha conclòs ni ha tingut efectes absoluts. La presència aclaparadora del castellà, el francès i l'italià, molt més forts i reconeguts per motius diversos (polítics, econòmics, històrics, demogràfics, etc.), llasta l'avenç de l'ús social del català i fins i tot n'afecta la genuïnitat lèxica i gramatical.
El futur del català dependrà, entre altres factors, del fet que n'augmenti i se'n coordini l'oferta per part de governs, empreses i entitats, però, també i sobretot, del fet que institucions i persones, catalanòfones o no, vulguin i puguin percebre'l d'una altra manera. Per viure amb garanties a la llarga, caldrà que la societat en conjunt li atorgui una consideració que el faci atractiu associant-lo a la modernitat i al progrés social i, paral·lelament, un estatus que el faci necessari. Dins el cansament col·lectiu fruit de les primeres dècades d'autonomia, i sense una acció pública, privada i cívica vigorosa que el reforci, la pràctica i l'èxit de la militància lingüística individual seran limitats.
El 2013 la Xarxa Vives d'Universitats publicà una llista de criteris lingüístics per a la redacció de textos oficials o corporatius adreçats a un públic general als territoris on parlen la llengua catalana tenint en compte les variacions dialectals.
El govern de Sardenya va aprovar el 2018 una llei de política lingüística que obrí la porta a l'ensenyança del català, entre altres llengües, i el seu ús a l'administració.

### Àmbit educatiu

Banderes dels territoris on es parla la llengua catalana.

Amb la democràcia, es va recuperar la llengua en l'àmbit educatiu. No obstant això, la introducció del català a les aules va ser molt desigual segons el territori. Així, mentre que a Catalunya i a les Balears s'ha adoptat un model lingüístic segons el qual el català és la llengua vehicular principal, al País Valencià s'ha seguit un model radicalment diferent en el qual els pares poden triar, en teoria, la llengua d'escolarització dels fills.
El català va ser apartat de l'àmbit educatiu entre els segles xvii i XX, a mesura que els diversos estats en què la llengua és parlada van imposar l'educació obligatòria en les respectives llengües estatals. No obstant això, els diferents sectors socials del país sempre han estat conscients que l'ensenyament és un àmbit decisiu tant per al progrés del país com per a la vitalitat de la llengua, de manera que les demandes d'introduir el català en l'ensenyament i les queixes pel bandejament van ser freqüents al llarg de tot aquest període.
La situació va començar a canviar, sobretot a Catalunya, a partir del segle xx, amb l'avenç del catalanisme polític, primer de la mà de la Mancomunitat de Catalunya i després de la Generalitat republicana. Efectivament, l'Estatut d'Autonomia de Catalunya de 1932 va introduir per primer cop l'ensenyament del català i en català a tots els nivells de l'ensenyament. Malauradament, el període autonòmic va ser molt curt, però la seva obra va assentar les bases que permetrien que, dècades més tard, sectors de professionals de l'ensenyament mantinguessin la llengua catalana, fins i tot, en plena dictadura franquista, quan la llengua era prohibida i el seu ús perseguit.
La recuperació de la democràcia i de cert grau d'autonomia als territoris catalanòfons inclosos al regne d'Espanya va permetre la recuperació de la llengua en l'àmbit educatiu, un exemple que va ser estímul per a la resta del domini lingüístic. Ara bé, la recuperació ha estat molt desigual arreu del territori i la fragmentació territorial i administrativa fa que avui la posició del català al món educatiu variï enormement segons l'indret al qual es faci referència.

### Mitjans de comunicació en català
L'Espai català de comunicació engloba els mitjans de comunicació en català d'arreu. S'usa per referir-se al desenvolupament d'aquests mitjans des de l'inici de la transició democràtica, malgrat l'existència anterior de mitjans en català. El concepte fou formulat per Josep Gifreu i Pinsach a la dècada del 1980 i desenvolupat el 1991 al seu llibre Construir l'espai català de comunicació, elaborat amb les aportacions i reflexions de consultors d'arreu dels Països Catalans.

Logotip dels 20 anys de TV3.

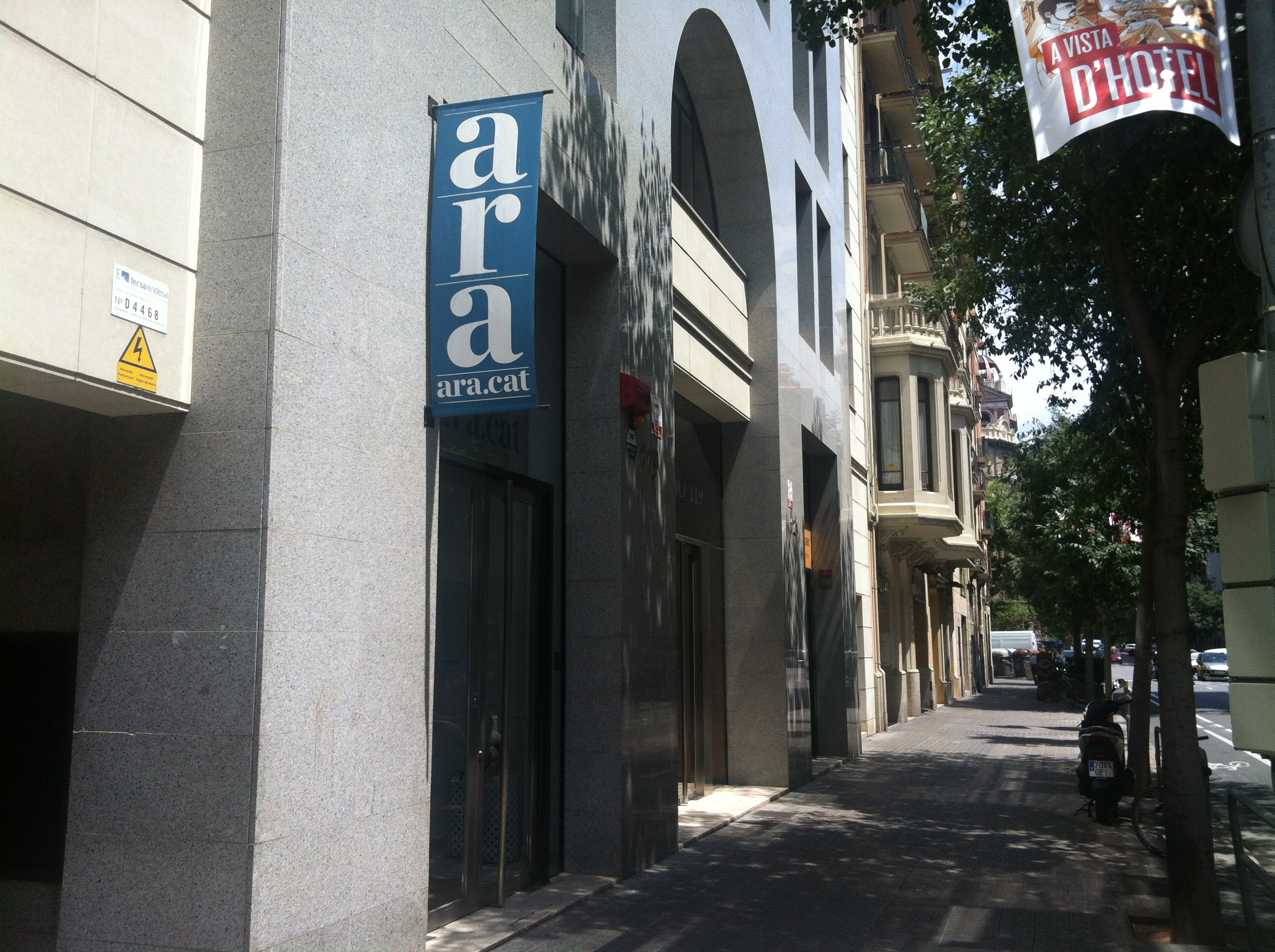
Entrada de les oficines del diari ARA.

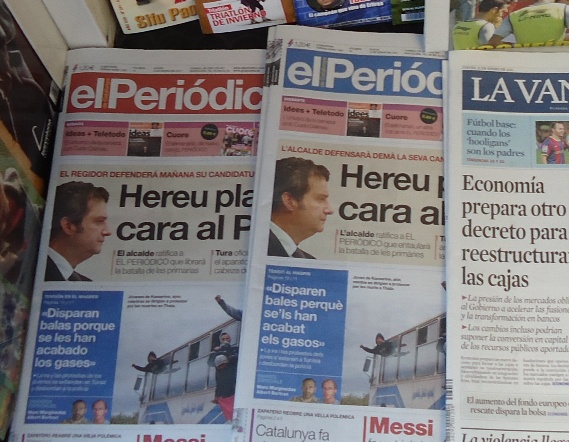
Edicions del diari El Periódico de Catalunya en castellà (capçalera vermella) i en català (capçalera blava).

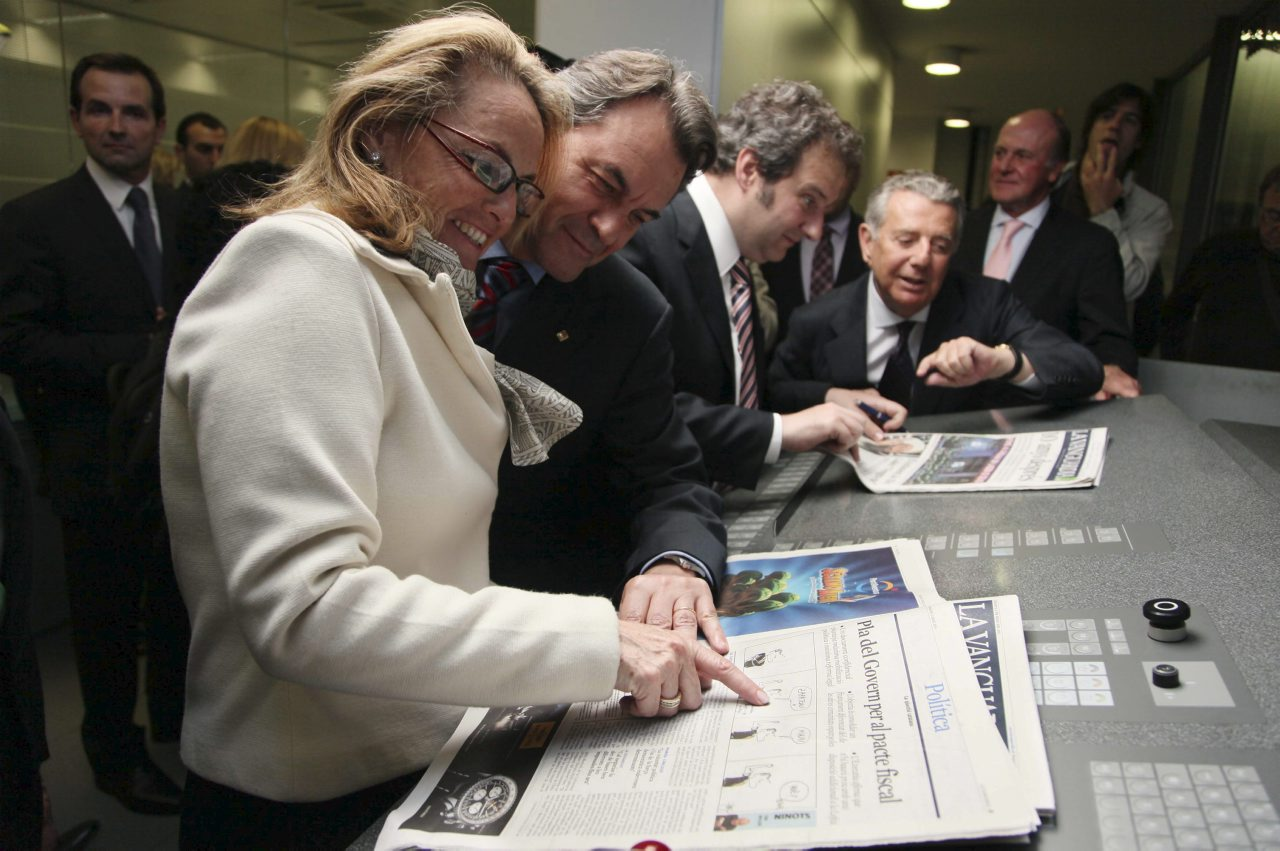
Artur Mas consultant el primer número de La Vanguardia en català.

De finals del segle xix fins a l'ocupació franquista de la major part dels Països Catalans va viure un creixement sostingut, fins a arribar a un sistema de comunicació variat i complet amb diaris locals i generals, especialitzats i generalistes, revistes amb gran presència al quiosc i a la societat, col·leccions de novel·la popular i anuaris variats. Aquests elements feien del català una llengua de comunicació imprescindible. Després de la repressió de la dictadura franquista, amb la recuperació de la democràcia l'espai català de comunicació es va anar refent de manera progressiva. Sobretot a l'inici d'aquest procés les polítiques de comunicació de la Generalitat de Catalunya han tingut un paper destacat amb la creació i el suport als mitjans en català i l'activitat reguladora. Hi ha diverses mocions en aquest sentit com la del 1999 on es posaven les bases normatives per a la promoció d'un espai comunicacional català o la del 8 de juliol de 2011 per a reforçar els mitjans de l'espai català de comunicació. No han tingut el mateix suport sostingut altres territoris amb mitjans en català.
Durant les primeres dècades de la recuperació van tenir un paper preponderant els mitjans de comunicació públics, sobretot TV3, Catalunya Ràdio, Nou Televisió, Com Ràdio i l'ACN i múltiples ràdios i televisions locals en català, fins a l'aparició d'Ona Catalana i Rac1. La premsa en català iniciada pel diari Avui i seguida amb altres mitjans com El Punt, l'edició catalana de El Periódico i La Vanguardia i el diari ARA ha estat majoritàriament en mans privades. A internet el sorgiment fou ràpid a partir de l'aparició de Vilaweb, a qui seguiren Lamalla.cat i el 324.cat entre molts d'altres. Una regressió en aquest creixement de l'espai català de comunicació ha estat el tancament del Nou Televisió i l'amenaça de tancament dels mitjans públics de les Illes Balears.

#### Mitjans que en formen part
Als Països Catalans, existeixen diferents mitjans de comunicació en català, els quals conformen l'anomenat espai català de comunicació. En l'àmbit de la premsa, cal destacar l'edició en català de La Vanguardia i El Periódico de Catalunya, els diaris editats només en català El Punt Avui, Ara, Diari de Balears i L'Esportiu; la nombrosa premsa comarcal en català (Segre, Regió 7, Diari de Girona, El 9 Nou, etc.), les revistes en català (El Temps, Sàpiens, etc.) i els nombrosos diaris digitals en català (VilaWeb, Racó Català, Nació Digital, Ara.cat, 324.cat, etc.). Pel que fa a la ràdio, en destaquen Catalunya Ràdio, Ràdio Nou (tancada en 2013), À Punt FM, IB3 Ràdio i RAC 1 com a emissores generalistes, Catalunya Informació com a emissora d'informació 24 hores, i Catalunya Música, Sí Ràdio, Ràdio Flaixbac, Flaix FM i RAC 105 com a emissores musicals. Finalment, pel que respecta a la televisió, cal fer esment de TV3, IB3 Televisió, À Punt Mèdia i 8tv com a canals generalistes i El 33, 3/24, Canal Super3, Esport 3, Barça TV, RAC 105 TV com a canals temàtics.